# Ste-Ségolène

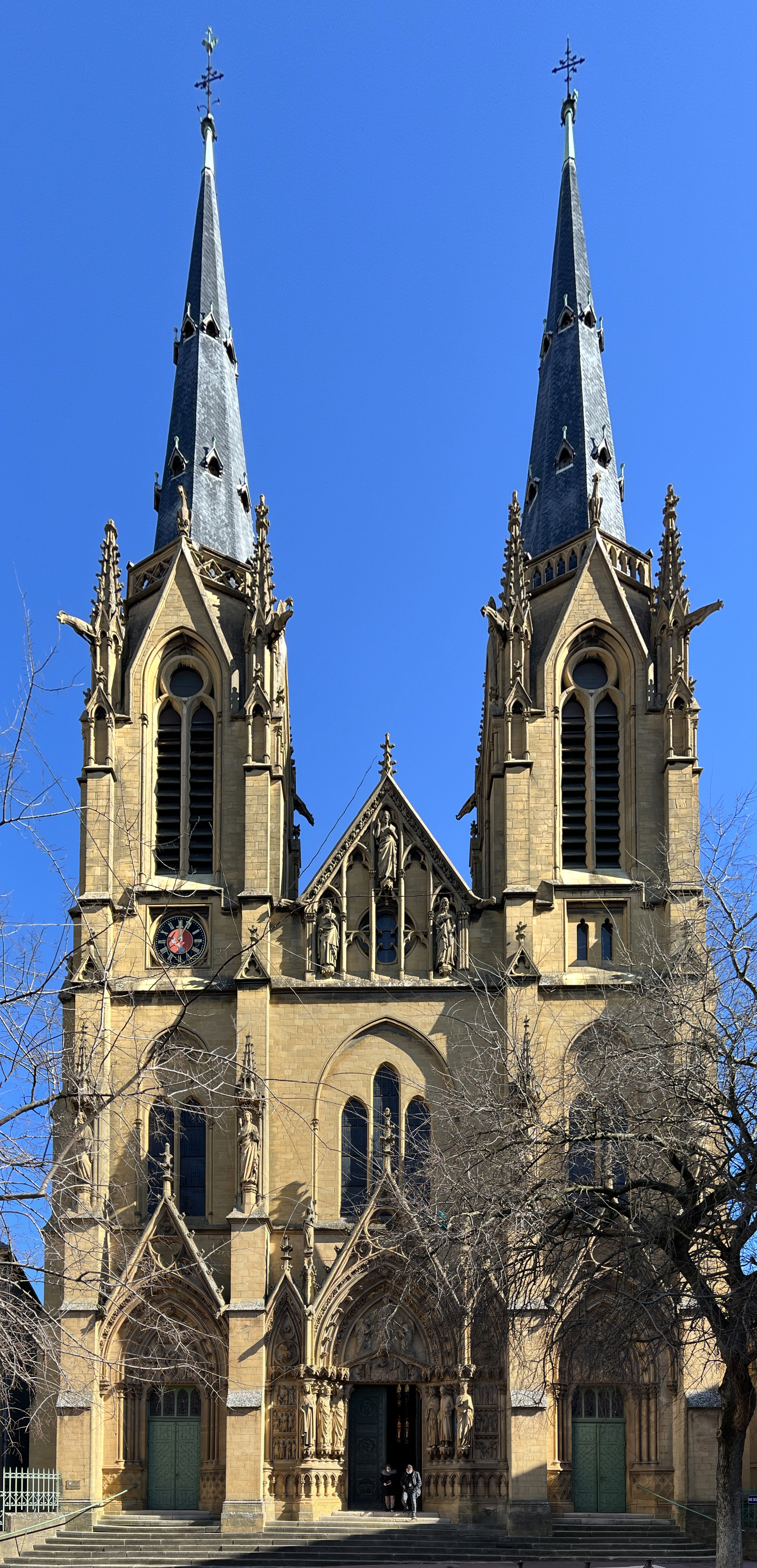
Turmfassade an der Place Jeanne d’Arc

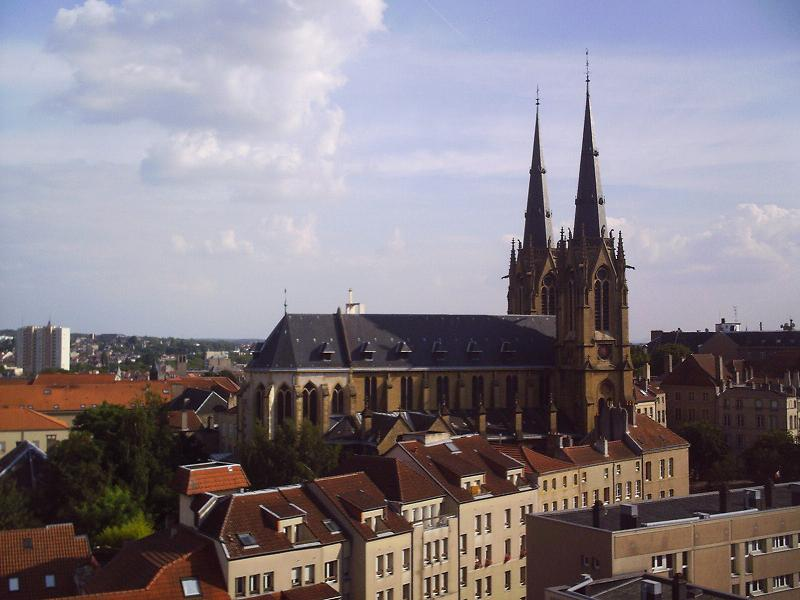
Lage auf dem Heiligkreuzhügel in der Innenstadt

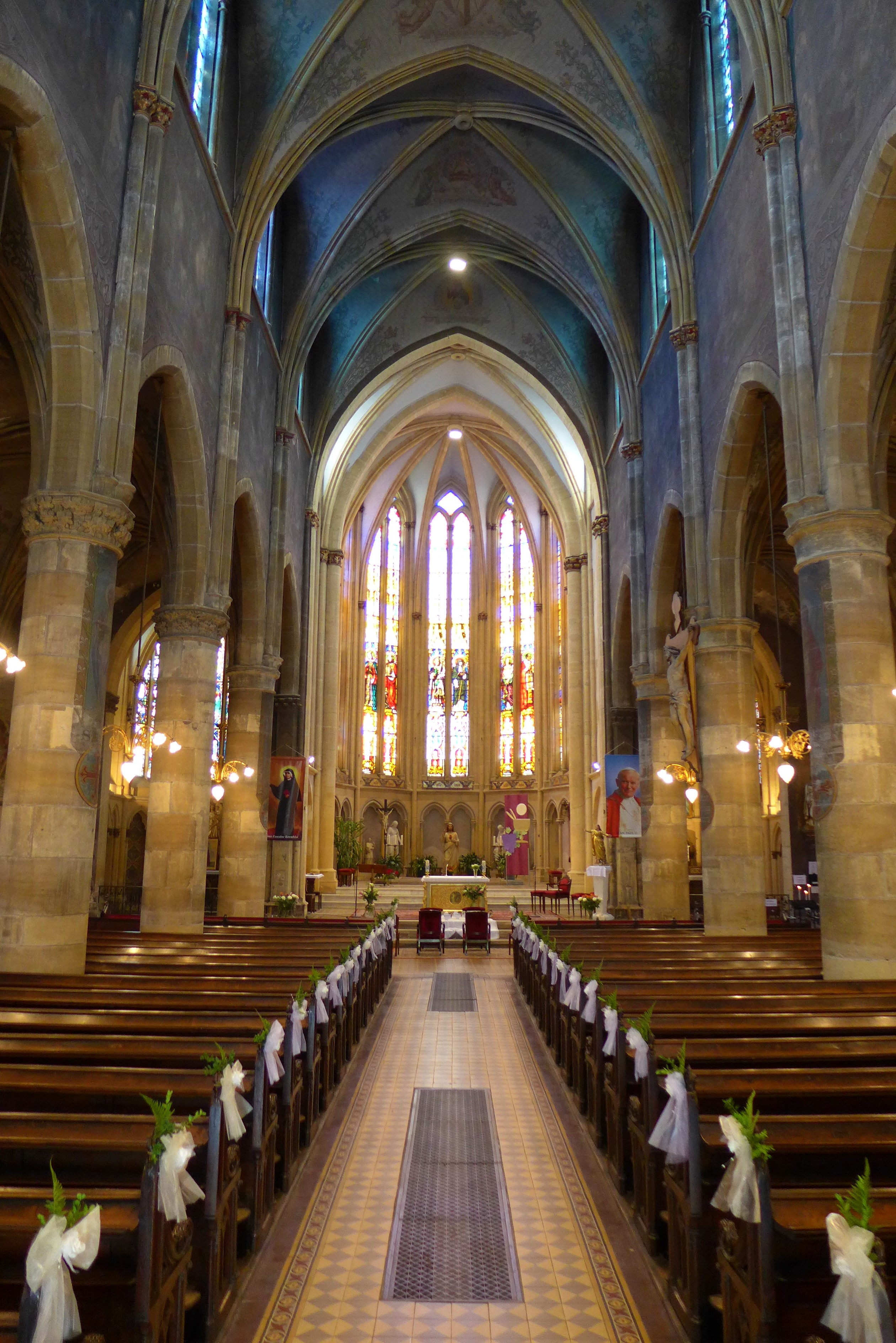
Inneres mit Blick zur Apsis

Die St.-Segolena-Kirche (französisch: Église Sainte-Ségolène) befindet sich in Metz an der Place Jeanne d’Arc (vormals deutsch: Schmiedplatz) auf dem Heiligkreuzhügel (Colline Sainte-Croix), der höchsten Erhebung der Innenstadt. Die weithin sichtbare katholische Segolenakirche gehört aufgrund ihrer Proportionen, des hochaufragenden Turmpaares sowie ihres prachtvollen inneren Bilderschmucks, der in der Tradition einer Biblia pauperum steht, zu den eindrucksvollsten Sakralbauten der Stadt Metz. Der Kirchenbau besteht aus dem ortstypischen gelben Jaumont-Stein. Die mittelalterlichen Teile der Kirche (Krypta, Apsis) wurden im Jahr 1981 in der Kategorie „classé“, die historistischen Teile der Kirche aus dem 19. Jahrhundert nur in der Kategorie „inscrit“ als „Monument historique“ verzeichnet. Im Jahr 2013 wurde die gesamte Kirche in der Kategorie „classé“ unter Denkmalschutz gestellt.

## Standort der Kirche
Auf der strategisch günstig gelegenen Stelle zwischen den Flüssen Mosel und Seille ließen sich die Kelten um das Jahr 1000 vor Chr. nieder. Hier legten die Römer ein Forum an und die Merowingerkönige residierten in einem Palast. Im hohen und späten Mittelalter wurden hier die Stadtburgen des Metzer Patriziats errichtet. Der heute der heiligen Johanna von Orleans gewidmete Platz vor der Kirche weist einen Springbrunnen auf. Der Legende nach soll sich Jeanne d’Arc/Jeanne des Armoises hier im Jahr 1436 mit ihrem Ehemann Robert des Armoises aufgehalten haben, nachdem sie vor dem Tod auf dem Scheiterhaufen gerettet worden sei. Anschließend sei das Paar zum lothringischen Schloss Jaulny gereist, wo es seinen Lebensabend verbracht hätte.

## Patrozinium
Der anonymen, aus verschiedenen Heiligenlegenden kompilierten Vita zufolge, soll die heilige Segolena (Siglind von Troclar), deren Kirchenfest am 24. Juli gefeiert wird, Mitte oder gegen Ende des 7. Jahrhunderts in Albi als Tochter eines aquitanischen Adeligen geboren worden sein. Ihr Bruder sei der Metzer Bischof Sigebald gewesen. Historisch ist das anzuzweifeln, doch ist in diesem angeblichen familiären Zusammenhang der Grund für die Verehrung der Heiligen in Metz zu sehen. Segolenas Vita berichtet weiter, dass sie nach dem Tod ihres Gatten – einem Adeligen, mit dem sie zehn Jahre lang verheiratet gewesen war – die erste Äbtissin von Troclar wurde, einem unweit von Albi gelegenen Kloster, das ihr Vater Chramiscus eigens deswegen gestiftet haben soll. An diesem Ort verstarb auch die Heilige. Das genaue Todesjahr ist unbekannt. Nach ihrem Tod breitete sich die Verehrung der Heiligen Segolena von Albi ausgehend vor allem im südwestlichen Frankreich aus. Ausläufer gibt es aber bis nach Spanien und vor allem, aus genanntem Grund, bis nach Metz. Sehr früh ist hier ein Zentrum des Segolena-Kultes feststellbar. Möglicherweise trugen dazu zusätzlich Verbindungen des Metzer Bistums zu Südfrankreich und vor allem zum Gebiet um Albi bei. Von Metz ausgehend lässt sich die Verehrung der heiligen Segolena auch in Echternach, Toul, Remiremont/Romberg und in Senones/Sens nachweisen.

## Geschichte
Die Segolenakirche erscheint bereits in der Liste der Metzer Stationskirchen aus der Mitte des 9. Jahrhunderts, dann auch zum Jahr 912 im Kopialbuch der Abtei Gorze. Von dem ersten Kirchenbau, der der heiligen Segolena geweiht war, hat sich nur noch die Krypta unter dem heutigen Chor erhalten. 
Um 1250 ließ das Metzer Domkapitel, welches das Patronat über diese Pfarrei besaß, eine neue Kirche errichten. Von ihr haben sich bis heute der Hauptchor, die beiden seitlichen Nebenchöre und die ersten drei Langhausjoche erhalten. Die gotische Kirche wurde mit einem reichen Glasfenster- und Freskenschmuck versehen. Dabei thematisiert wurde die Legende „Die drei Lebenden und die drei Toten“, eine Geschichte, die seit dem 11. Jahrhundert in vielen europäischen Ländern in kleinen Variationen anzutreffen ist und das Zusammentreffen dreier Lebender mit drei Toten schildert. Die Legende betont, ganz in mittelalterlichem Weltverständnis, die Nichtigkeit des Erdenlebens.
Zwischen 1896 und 1898 wurde unter Leitung des Architekten Conrad Wahn eine umfangreiche Erweiterung der Kirche um drei Joche und eine abschließende Westfassade, die sich an der Marburger Elisabethkirche orientiert, vorgenommen. Dabei zerstörte man die alte Fassade aus dem Jahr 1470 sowie das zum Vorhof der Kirche führende, mit reichem Blattwerk geschmückte Portal.
Die drei ursprünglichen Langhausjoche wurden unter dem Architekten Conrad Wahn komplett abgebaut und unter Verwendung alter Substanz leicht verändert wiederaufgebaut. Die mittelalterlichen Fresken der Kirche, die man im Jahr 1850 wiederentdeckt hatte, wurden beim neogotischen Umbau zerstört. Die umgestaltete Kirche wurde im Jahr 1898 feierlich eingeweiht.

## Architektur

### Äußeres

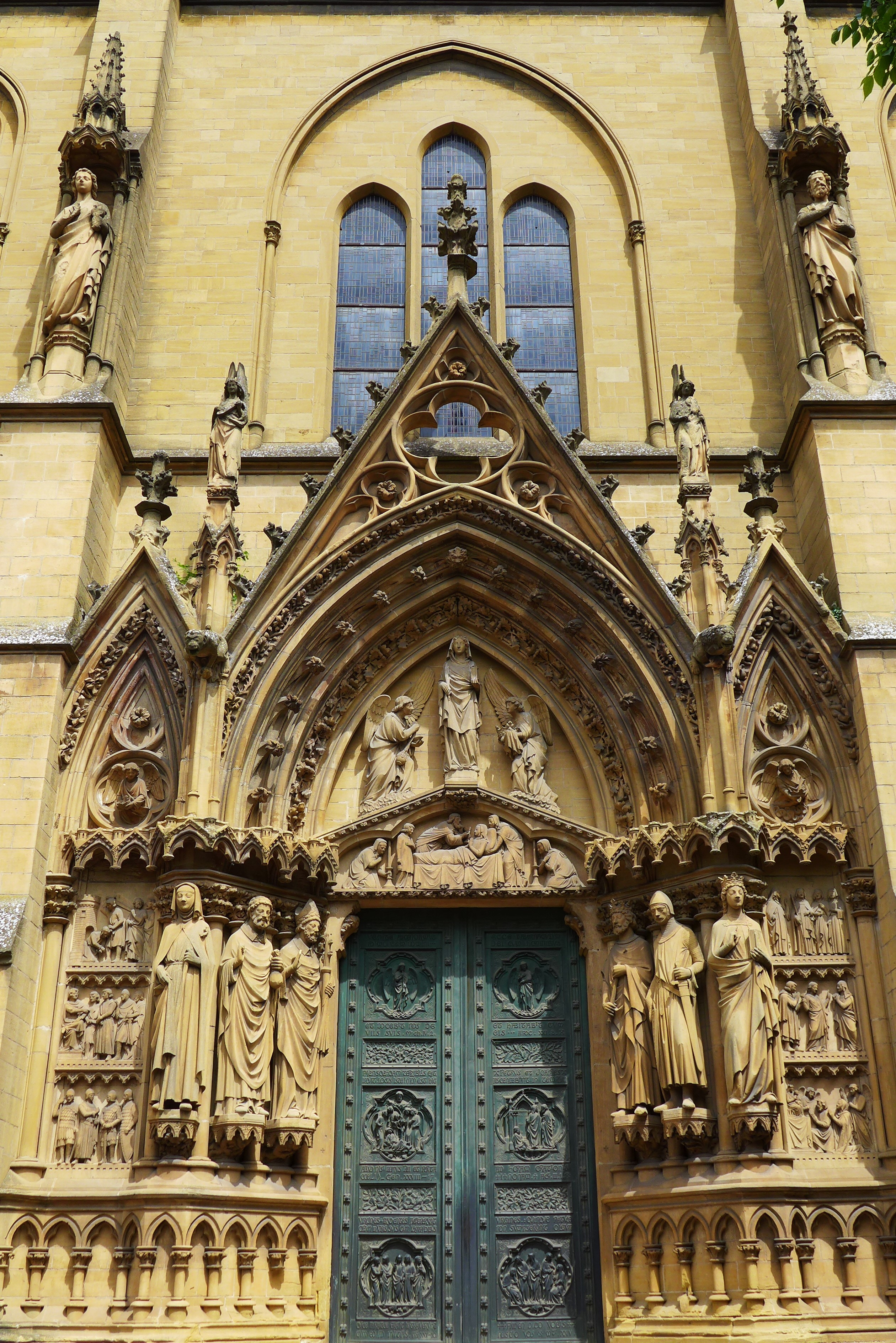
Hauptportal
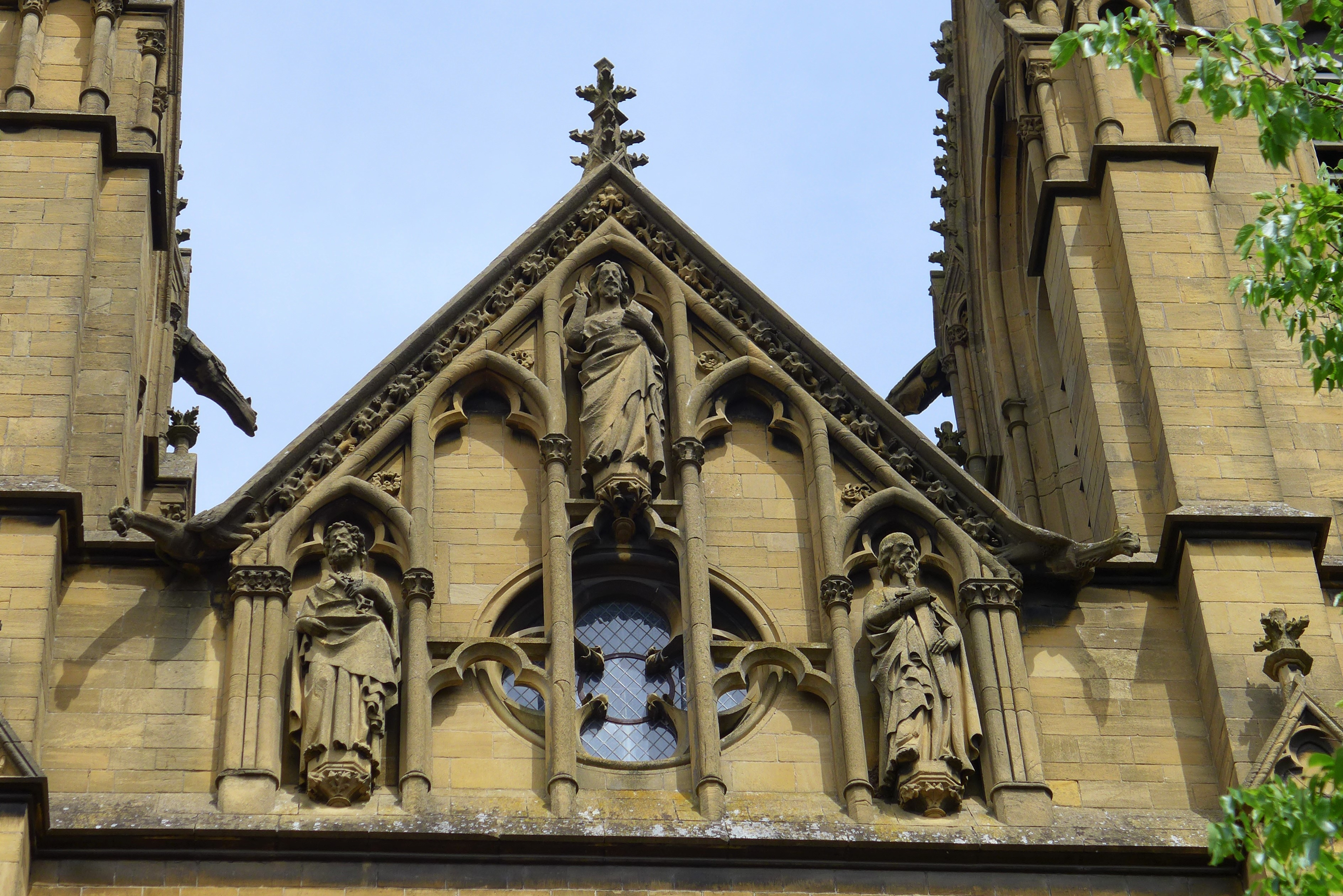
Giebel der Fassade mit Christus, flankiert von Petrus und Paulus
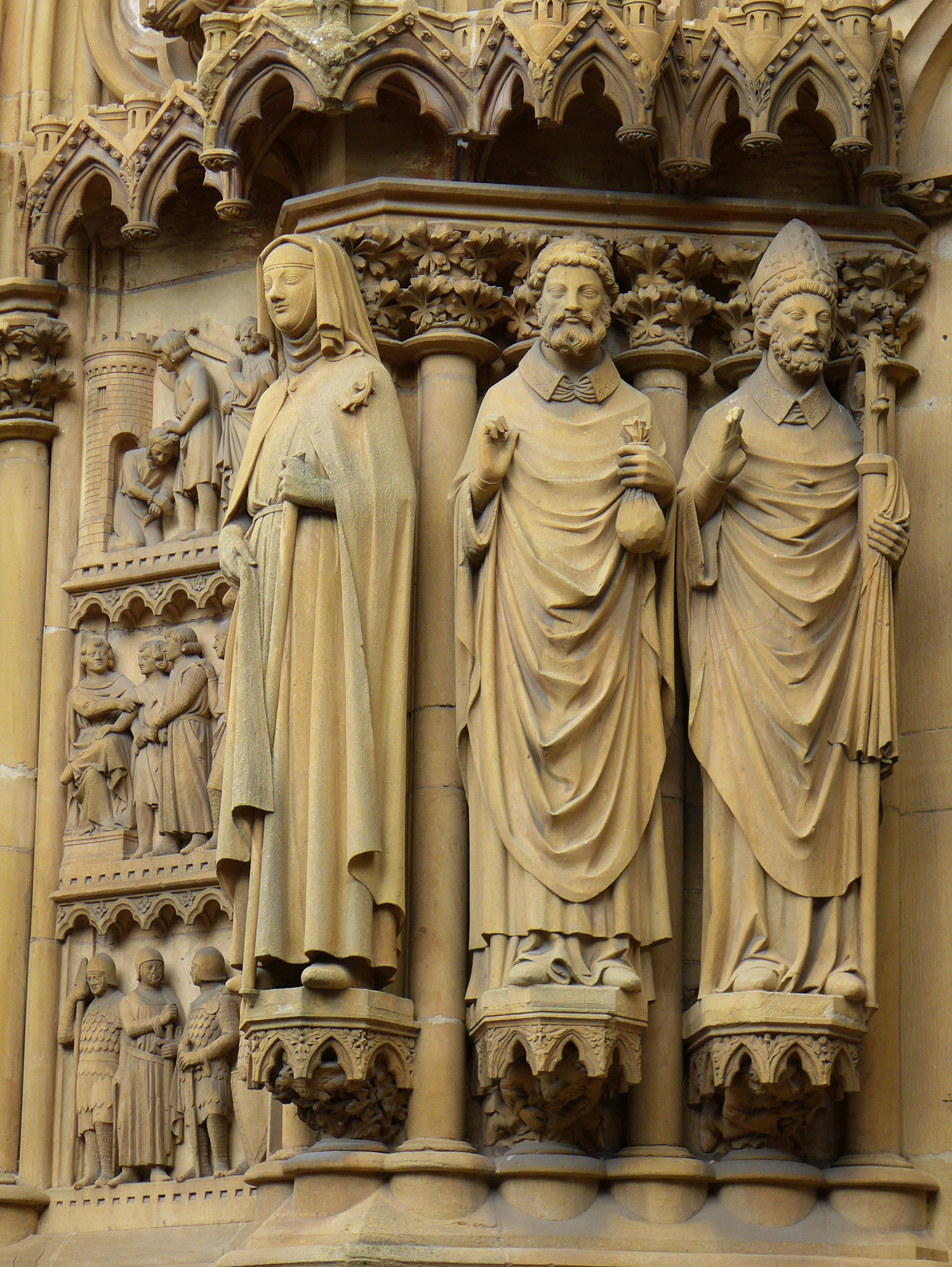
Hauptportal, linke Seite
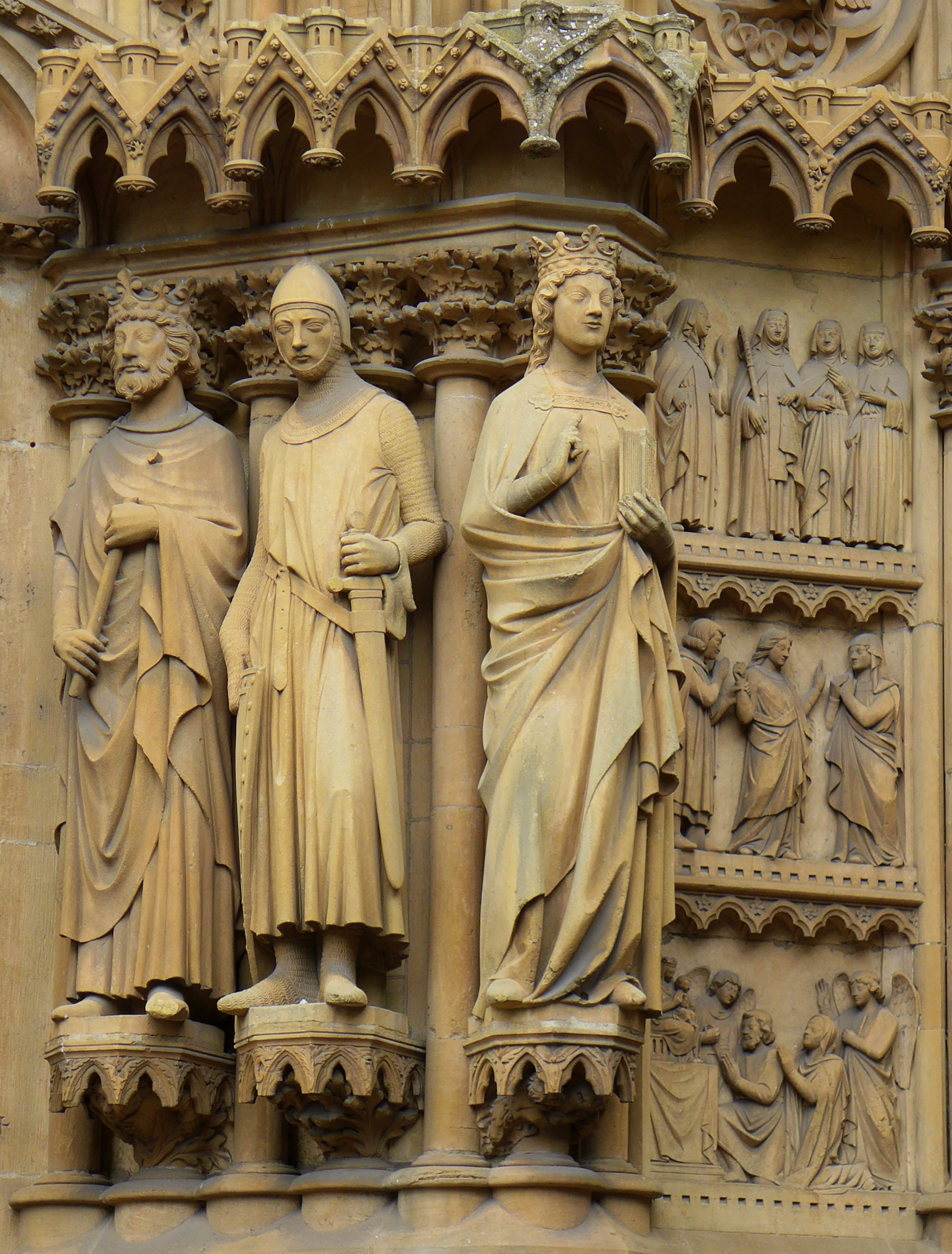
Hauptportal, rechte Seite
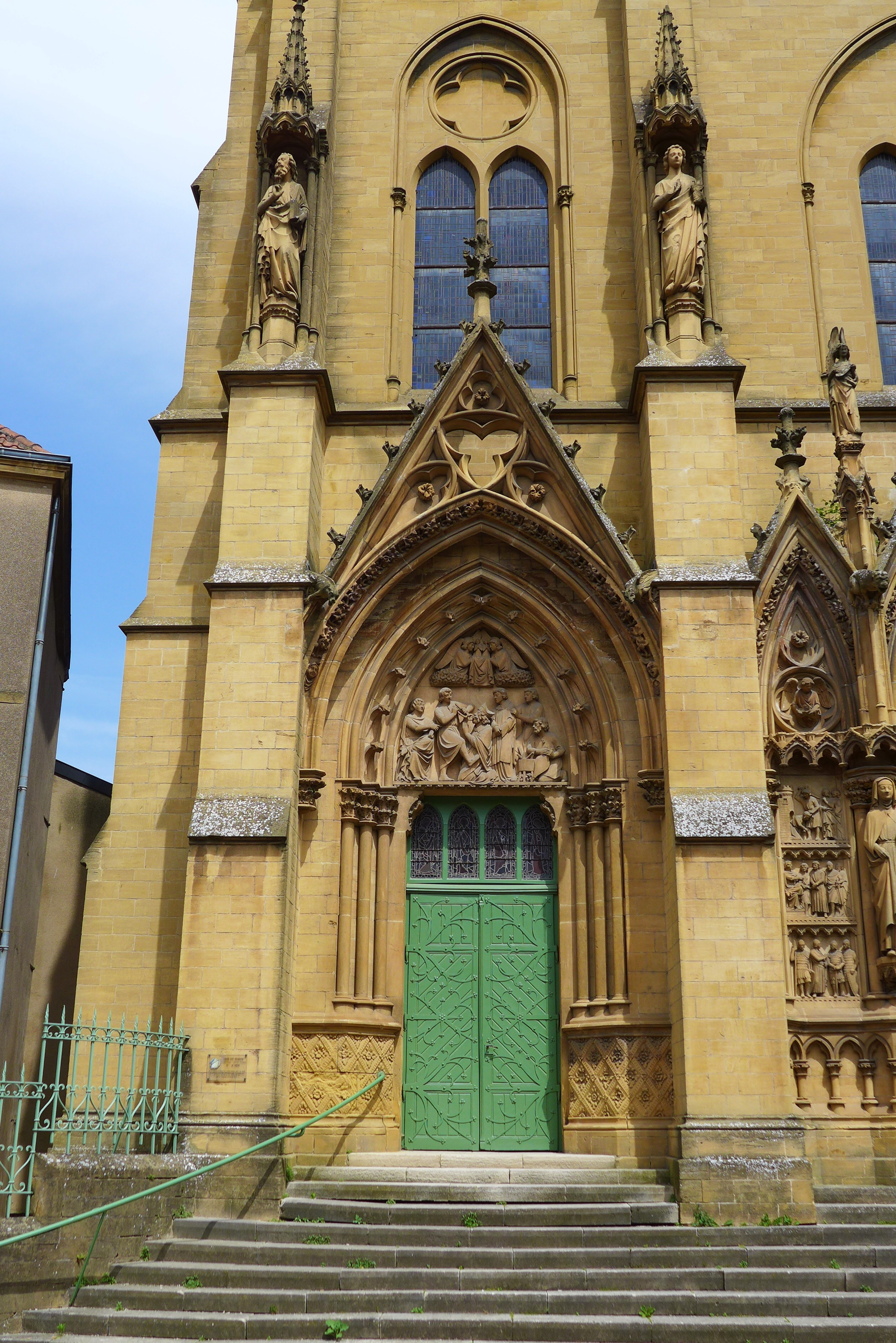
Ferreolus- und Ferrutius-Portal
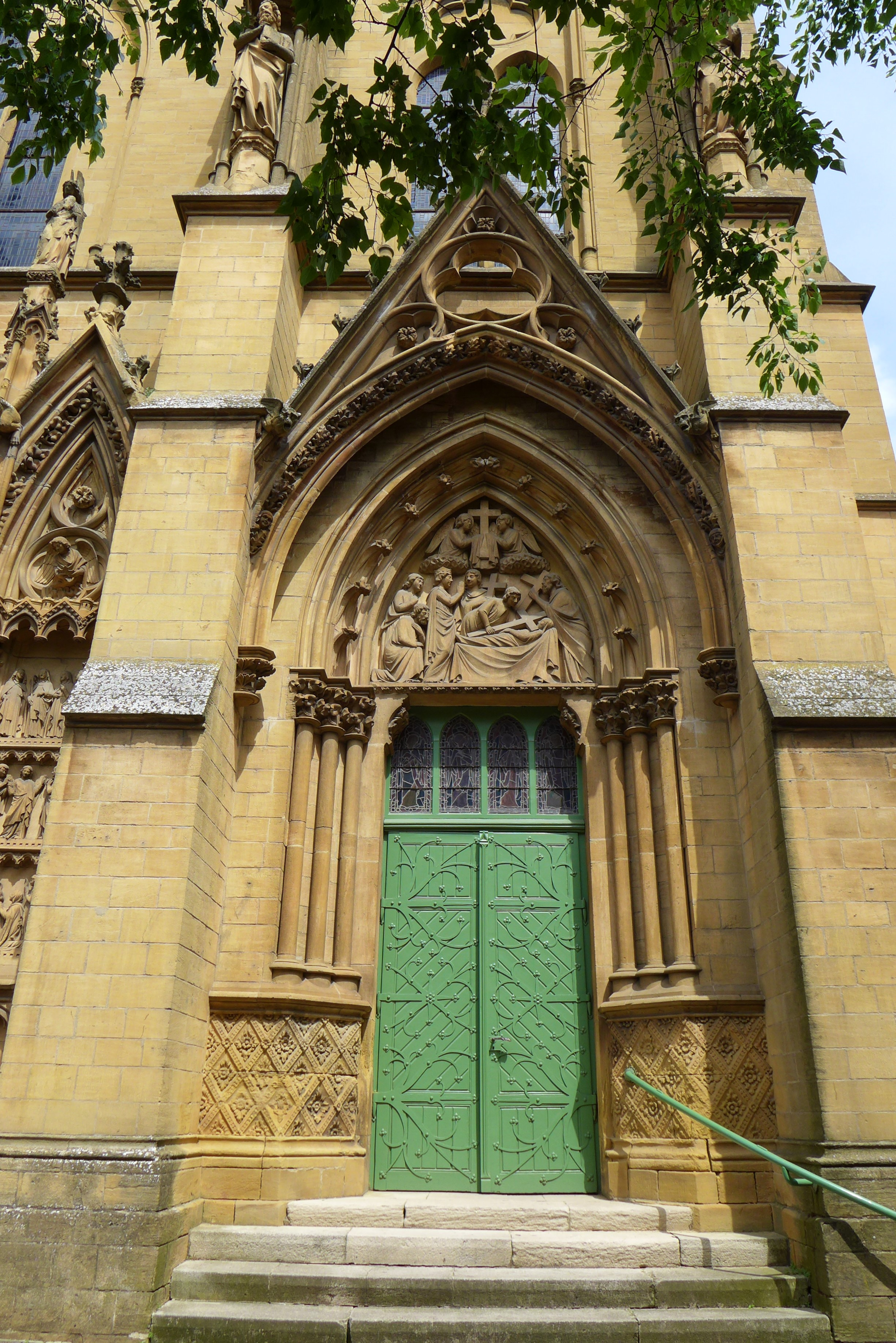
Heilig-Kreuz-Portal

Die Segolenakirche ist eine dreischiffige Basilika mit einem fünfjochigen Langhaus, an das sich ein zweischiffiges Querhaus anschließt. Die polygonale Choranlage über einer romanischen Krypta ist in nordöstlicher Richtung gelegen und wird von zwei ebenfalls polygonalen Nebenchören flankiert. Über einer inneren Vorhalle erhebt sich eine Orgelempore, die auch über die Seitenschiffe weitergeführt wird. Auf den Kapitellen der Rundpfeiler sitzen dreiteilige Gewölbedienste auf. Die Rippen und Gurte der Arkaden sind birnstabförmig profiliert. Die Seitenschiffe sind durch dreiteilige Fenster, die Obergaden durch zweiteilige Fenster erhellt. Um einen architektonischen Gegensatz zur Fassade des Metzer Domes zu erreichen, entwarf Architekt Conrad Wahn eine neogotische Zweiturmfassade mit drei gestuften Trichterportalen, die ein reiches Skulpturenprogramm aufweisen. Die beiden Fassadentürme orientieren sich an den Türmen der Marburger Elisabethkirche aus der ersten Hälfte des 14. Jahrhunderts, allerdings sind die Metzer Turmhelme im Gegensatz zu denen in Marburg schiefergedeckte Holzkonstruktionen.
Die Skulpturen der drei Portale stammen von Auguste Dujardin (1847–1921), einem Bildhauer, der zusammen mit seiner Werkstatt auch die Figuren für das Liebfrauenportal und das Hauptportal des Metzer Domes fertigte. Die Figuren auf der linken Seite des Hauptportals stellen (von links nach rechts) die heilige Waldrada dar, die die erste Äbtissin des Metzer Kosters St. Peter zu den Nonnen war. Es folgen der heilige Trudo, der Domschatzmeister der Metzer Kathedrale sowie der Metzer Bischof Arnulf. Auf der rechten Seite des Portals sieht man (von rechts nach links) Hildegard, eine der Ehefrauen Karls des Großen, den Metzer Märtyrerheiligen Livarius sowie den heiligen Sigibert, den König von Austrasien. Der als mittelalterlicher Ritter in Rüstung dargestellte Livarius war der Legende zufolge ein aus Metz stammender Edelmann und Soldat. In der Zeit des Hunnensturms soll der Heilige die Hunnen bekämpft und versucht haben, sie zum Christentum zu bekehren. Der Hunnenkönig Attila soll Livarius bei Moyenvic persönlich geköpft haben. Durch ein göttliches Wunder habe Livarius sein Haupt aufgehoben und einen Hügel bestiegen, auf dem er dann beerdigt wurde. Im Metzer Stadtteil Pontiffroy wurde dem Heiligen eine Kirche (St. Livier) geweiht, die heute noch als Ruine erhalten ist.
Der Türsturz stellt das Sterben der heiligen Segolena dar, während sie ihr Bruder, begleitet von einem Ministranten, mit den Sterbesakramenten versieht. Eine Nonne richtet der auf einem Bett liegenden Heiligen das Kissen, damit sie mit aufgerichtetem Oberkörper die Kommunion empfangen kann. Zwei kniende Klosterfrauen mit Leuchtern beobachten ehrfürchtig die Szene. Im Feld darüber empfangen zwei Engel die Heilige im Himmel. Segolena ist in Nonnentracht dargestellt. In ihrer Rechten trägt sie eine Siegespalme, in ihrer Linken die Bibel. Während der linke Engel ein Weihrauchfass schwenkt, überreicht der rechte der Heiligen die Krone des Lebens. Die Flachreliefs zu beiden Seiten des Hauptportals zeigen links Szenen aus dem Leben des Heiligen Livarius und rechts Szenen aus dem Leben der heiligen Segolena.
Das bronzene Hauptportal der Segolenakirche, ein Werk des in Nancy tätigen Künstlers Eugène Vallin (1856–1922) aus dem Jahr 1903, ist der heiligen Segolena gewidmet. Das linke Portal thematisiert das Martyrium der heiligen Brüder Ferreolus, der als Bischof von Besançon gilt, und Ferrutius. In einer Figurengruppe wird dem in bischöfliche Gewänder gehüllten Ferreolus von seinen heidnischen Peinigern mit einer Zange die Zunge herausgerissen, während sein als Diakon gekleideter Bruder Ferrutius dem grausamen Treiben hilflos zusehen muss. Das rechte Portal stellt die Wiederauffindung des heiligen Kreuzes Christi durch die heilige Helena in Jerusalem dar. Es nimmt Bezug auf den Namen des Hügels, auf dem sich die Kirche befindet: Der „Heiligkreuzhügel“.
Nach dem Zeugnis des Bischofs Ambrosius von Mailand und des Eusebius reiste Helena im Alter im hohen Alter nach Palästina. In Jerusalem wies Helena um 326 den Bischof Makarios darauf hin, dass der Überlieferung nach unter einem von den Römern im 2. Jahrhundert errichteten Venustempel das Grab Christi liegen müsse. Nach der Legende veranlasste Helena Grabungen, bei denen der Ort des Heiligen Grabes sowie das Kreuz Christi gefunden wurden. Von den bei den Grabungen entdeckten drei Kreuzen wurde das wahre Kreuz Jesu nach mittelalterlichen Legenden durch eine Totenerweckung bei Berührung des echten Kreuzes identifiziert. Das Bogenfeld des Portals zeigt demnach auch die heilige Helena in kaiserlichen Gewändern bei der Verehrung des Auferweckungswunders. Darüber halten zwei Engel auf Wolkenbänken, die ihre Hände ehrfürchtig in Tücher gehüllt haben, das heilige Kreuz empor.
Die beiden seitlichen Portale erinnern an zwei ehemalige Kapellen, die unter der Oberhoheit der Pfarrei standen und im Lauf der Zeit verschwunden sind: Die erste im 16. Jahrhundert, die andere während der Französischen Revolution.
Im Giebelfeld zwischen den Türmen sind die Statuen des segnenden Jesus Christus mit dem Buch des Lebens sowie die der Apostel Petrus (Himmelsschlüssel) und Paulus  (Hinrichtungsschwert) angebracht. Unter den Baldachinen der vier Fassadenstrebepfeiler stehen Skulpturen der vier Evangelisten. Zahlreiche Fabelwesen bevölkern die Fassade.

### Inneres

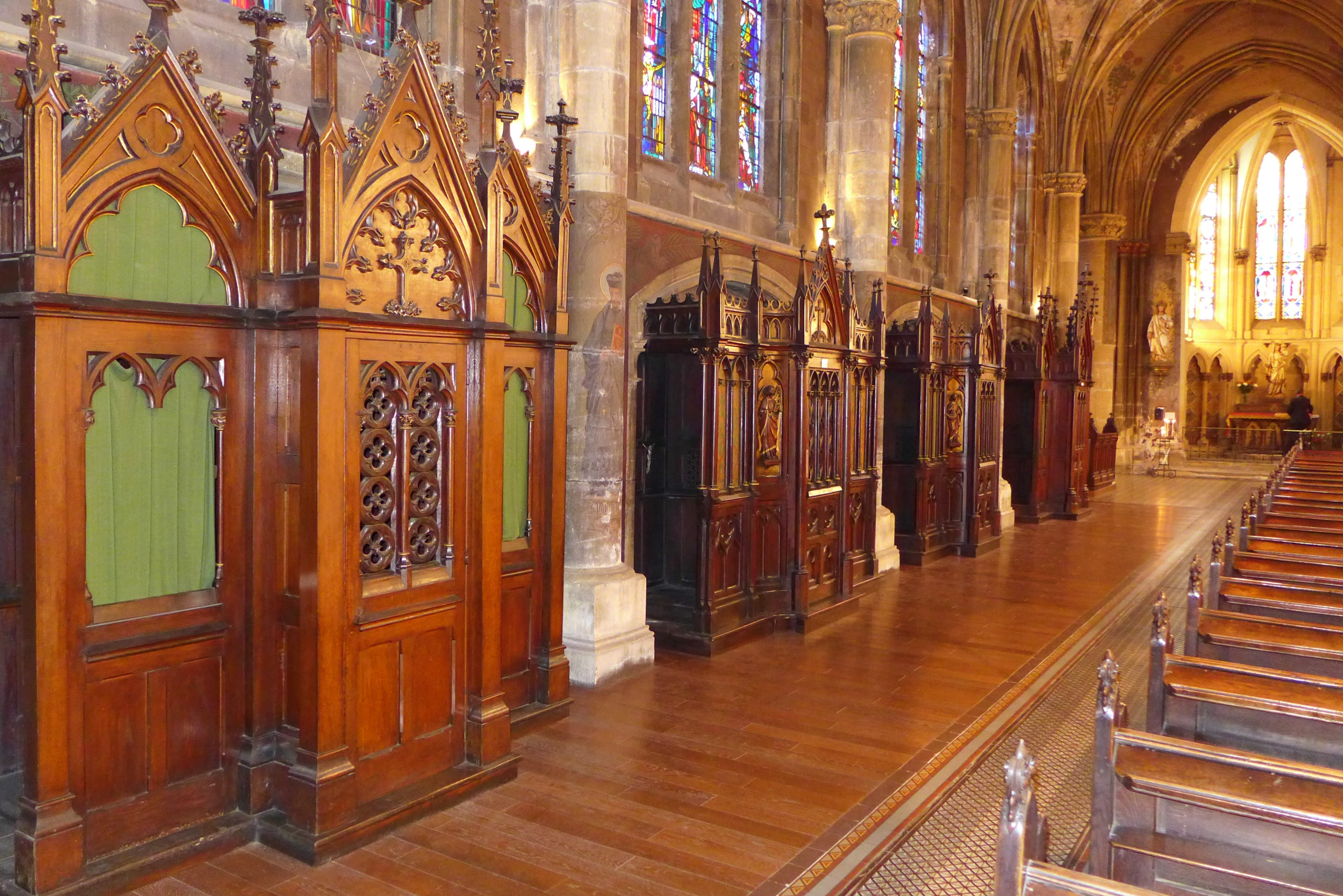
Inneres, linkes Seitenschiff, Beichtstühle
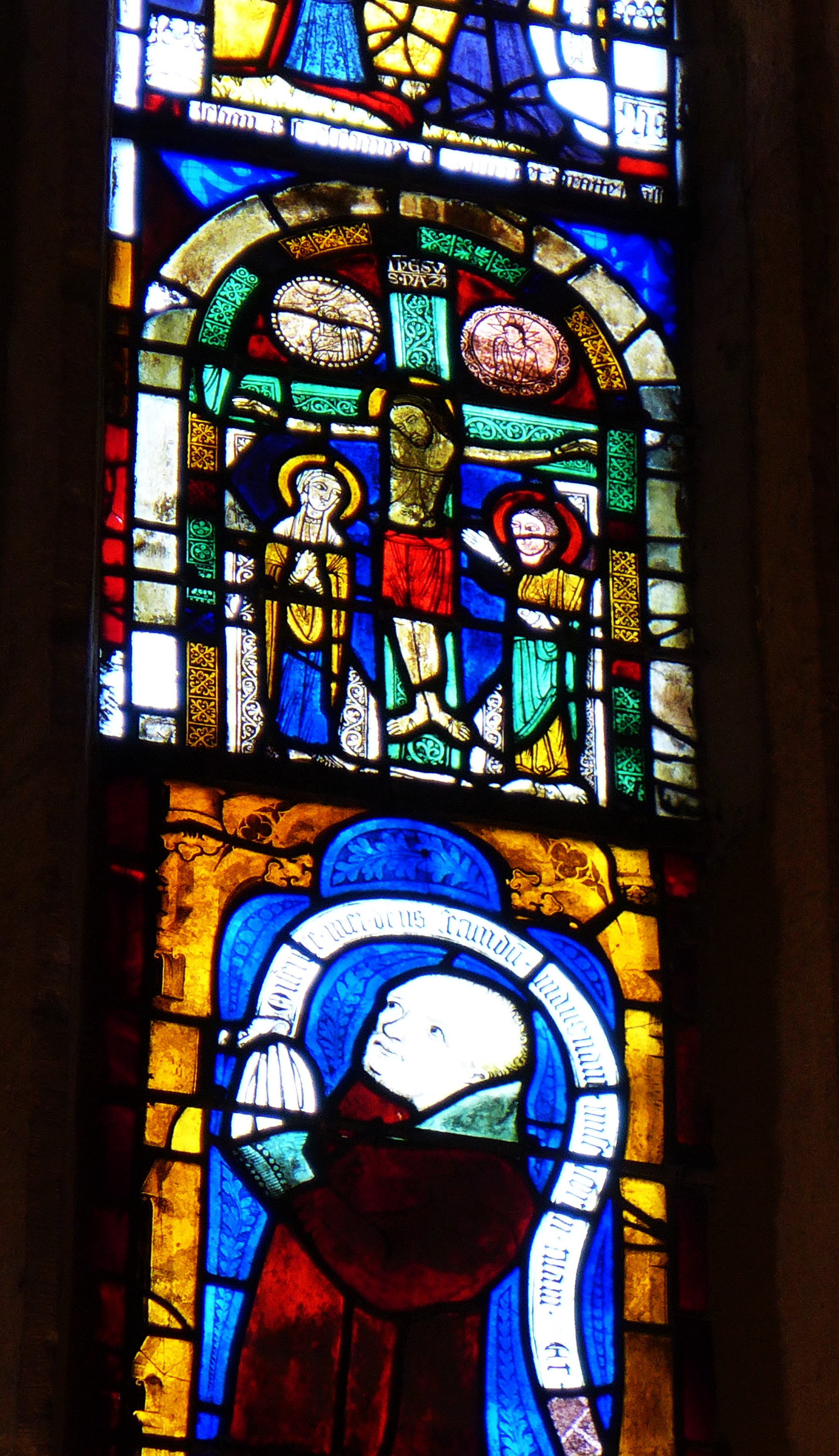
Mittelalterliche Glasmalereien in der linken Seitenkapelle, um 1160
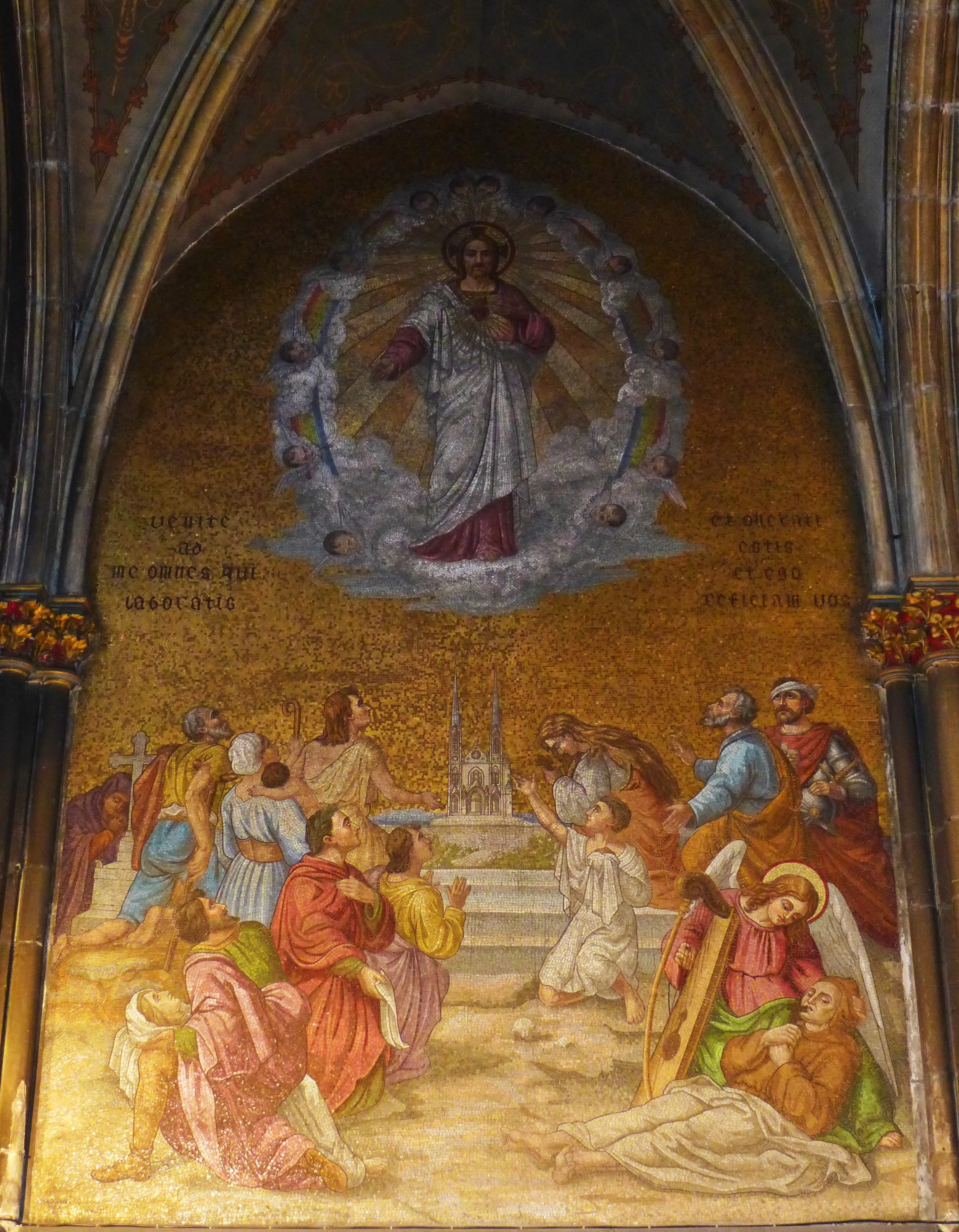
Mosaik Verehrung des heiligsten Herzens Jesu
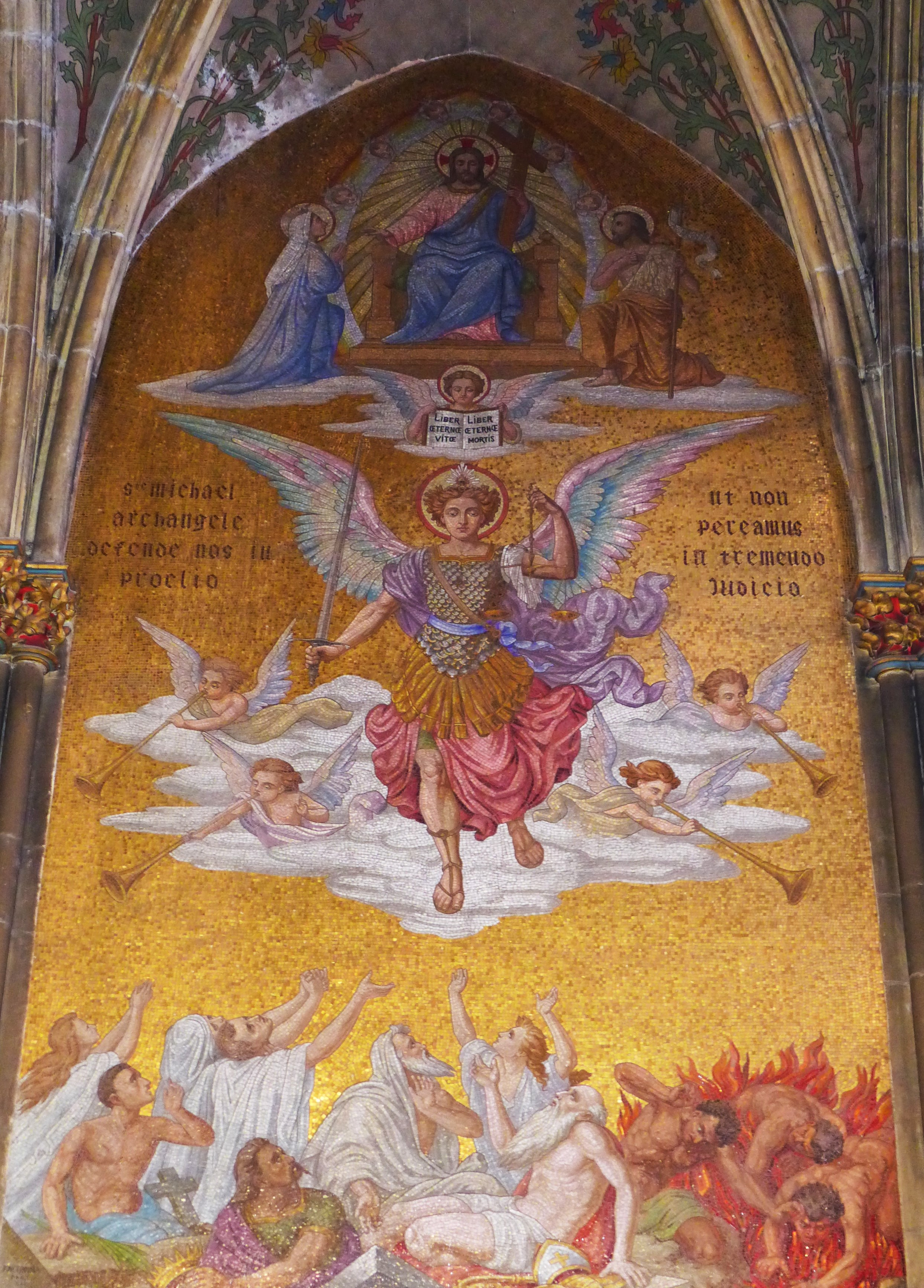
Mosaik Das Jüngste Gericht
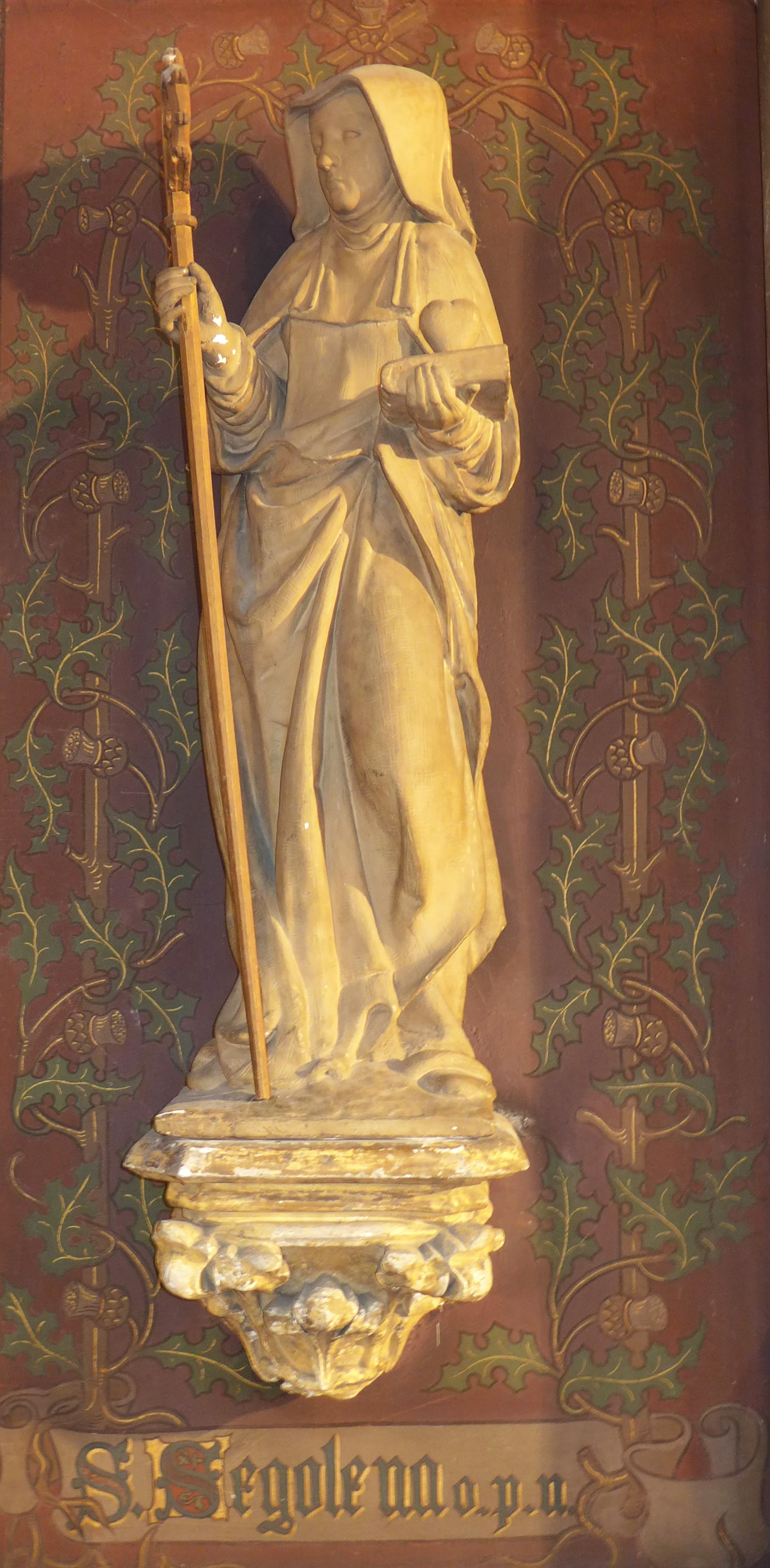
Segolenastatue im rechten Querhaus
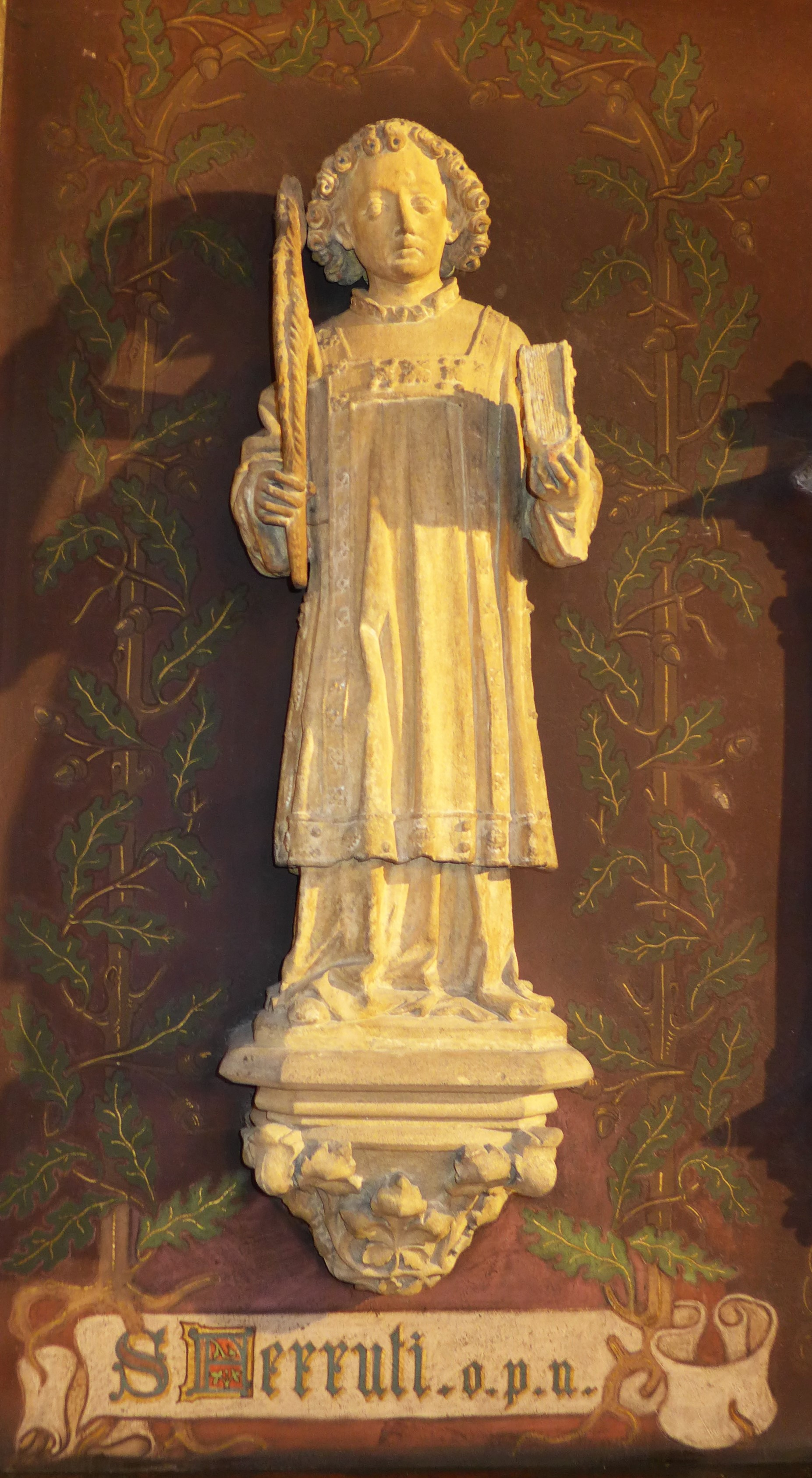
Ferrutiusstatue im rechten Querhaus
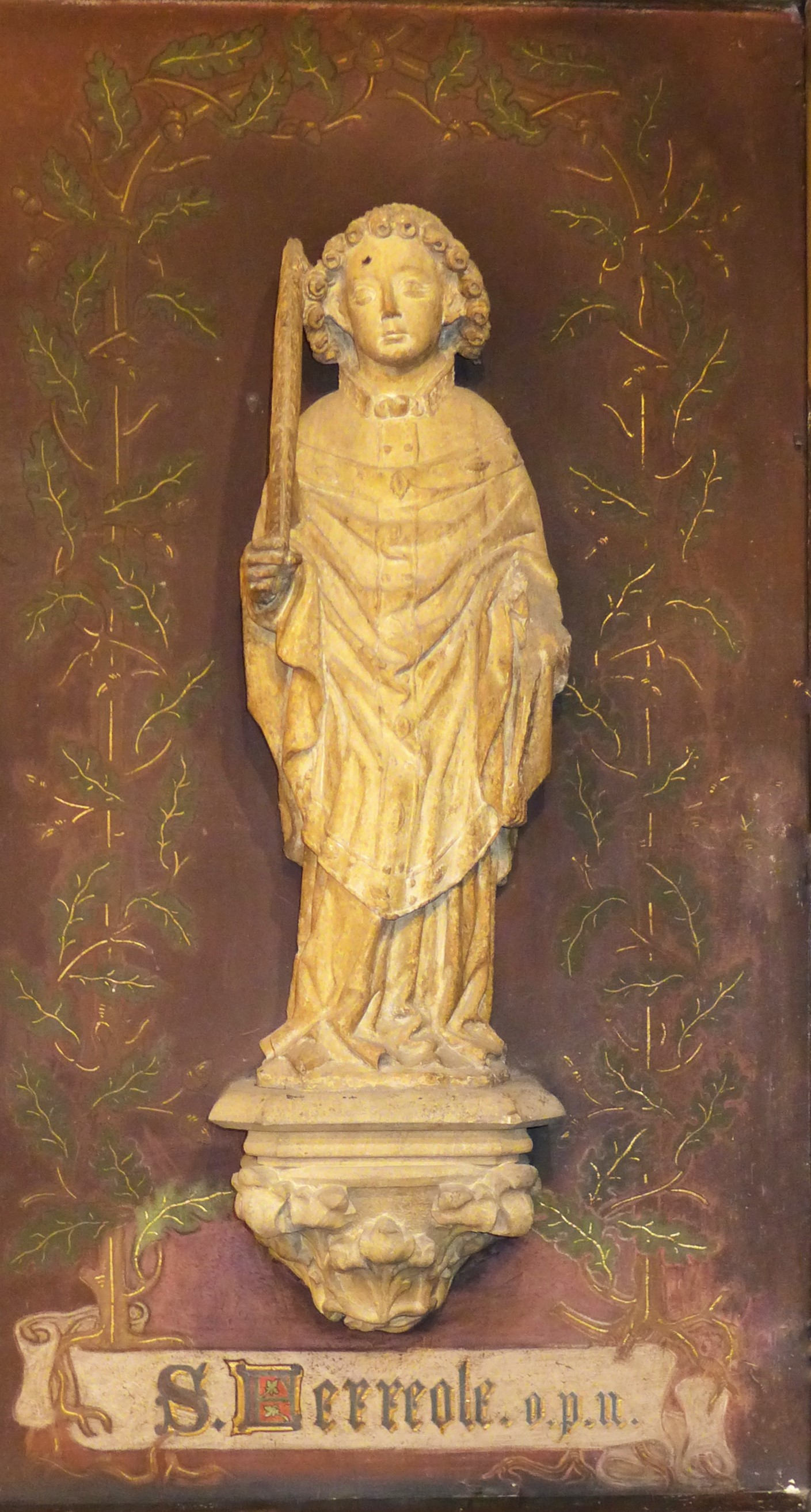
Ferreolusstatue im rechten Querhaus

Im Inneren stellt der Chor mit den beiden seitlichen Nebenchören den einzigen originalen Teil des gotischen Neubaues dar. Die Choranlage ist ein Zeugnis von der Qualität der Metzer Baukunst der Mitte des 13. Jahrhunderts. In dieser Zeit entstanden in Metz das Langhaus der Kathedrale, das Langhaus der Pfarrkirche St. Martin sowie die Abteikirche St. Vinzenz. Mit den beiden letztgenannten Bauten bestehen enge Bezüge. So stellt die markante Choranlage von St. Segolena eine vereinfachte Version derjenigen der Abteikirche St. Vinzenz dar, während das Langhaus eine deutliche Verwandtschaft mit dem von St. Martin aufweist.
Die Blattkapitelle, die sich in den Arkaturen des Chorsockels von St. Segolena befinden, weisen eine außergewöhnlich hohe Qualität auf. Von großer Bedeutung sind auch noch die Reste mittelalterlicher Glasmalerei, die im nördlichen Nebenchor (Liebfrauenkapelle/Chapelle de la Sainte Vierge) zu sehen sind. Teile davon gelten als die ältesten Reste lothringischer Glasmalerei und stellen somit auch die ältesten Glasfenster im heutigen Frankreich dar. Es handelt sich dabei um eine Kreuzigungsszene sowie um einige Medaillons mit Tierdarstellungen aus der zweiten Hälfte des 12. Jahrhunderts. Oberhalb der Kreuzarme sind in Medaillons Sonne und Mond in menschlicher Gestalt dargestellt. Die Stücke stammen vermutlich aus dem romanischen Vorgängerbau der jetzigen Segolenakirche. Die übrigen Scheiben entstammen zum Teil dem 13. Jahrhundert, zum größten Teil sind sie ins 15. Jahrhundert zu datieren. Die Scheiben aus dieser Zeit sind Stiftungen des Metzer Bürgers Jean Bataille († 1459) und dessen Frau, die mitunter als Colette Baudoche identifiziert wird. Dargestellt sind Szenen aus dem Leben des heiligen Sebastian, eine Marienverkündigung und eine den Jesusknaben stillende Maria. Die jüngste Darstellung ist ein heiliger Georg aus dem 17. Jahrhundert.
Die Fenster des Chores wurden von Laurent-Charles Maréchal (1801–1887), einem Metzer Künstler und Gründer der „École de Metz“, zwischen 1848 und 1855 gefertigt. Dargestellt sind unter neospätgotischen Baldachinen (von links nach rechts) die heilige Margareta von Antiochia, der heilige Ludwig von Frankreich, der heilige Petrus, die heilige Julia von Korsika, die heilige Elisabeth von Thüringen, der heilige König Sigibert, der heilige Bischof Sigebald und seine heilige Schwester Segolena, die heilige Katharina von Alexandrien, der heilige Karl Borromäus, sowie der heilige Alexius, die heilige Theresia von Avila und der heilige Paulus von Tarsus. Die zugemauerte Fensterbahn rechts neben dem Paulus-Fenster ist mit einer Malerei des Stammbaumes Jesu, beginnend mit der Wurzel Jesse und endend mit der Jungfrau Maria mit dem Jesuskind, geschmückt.

Glasfenster im rechten Seitenschiff
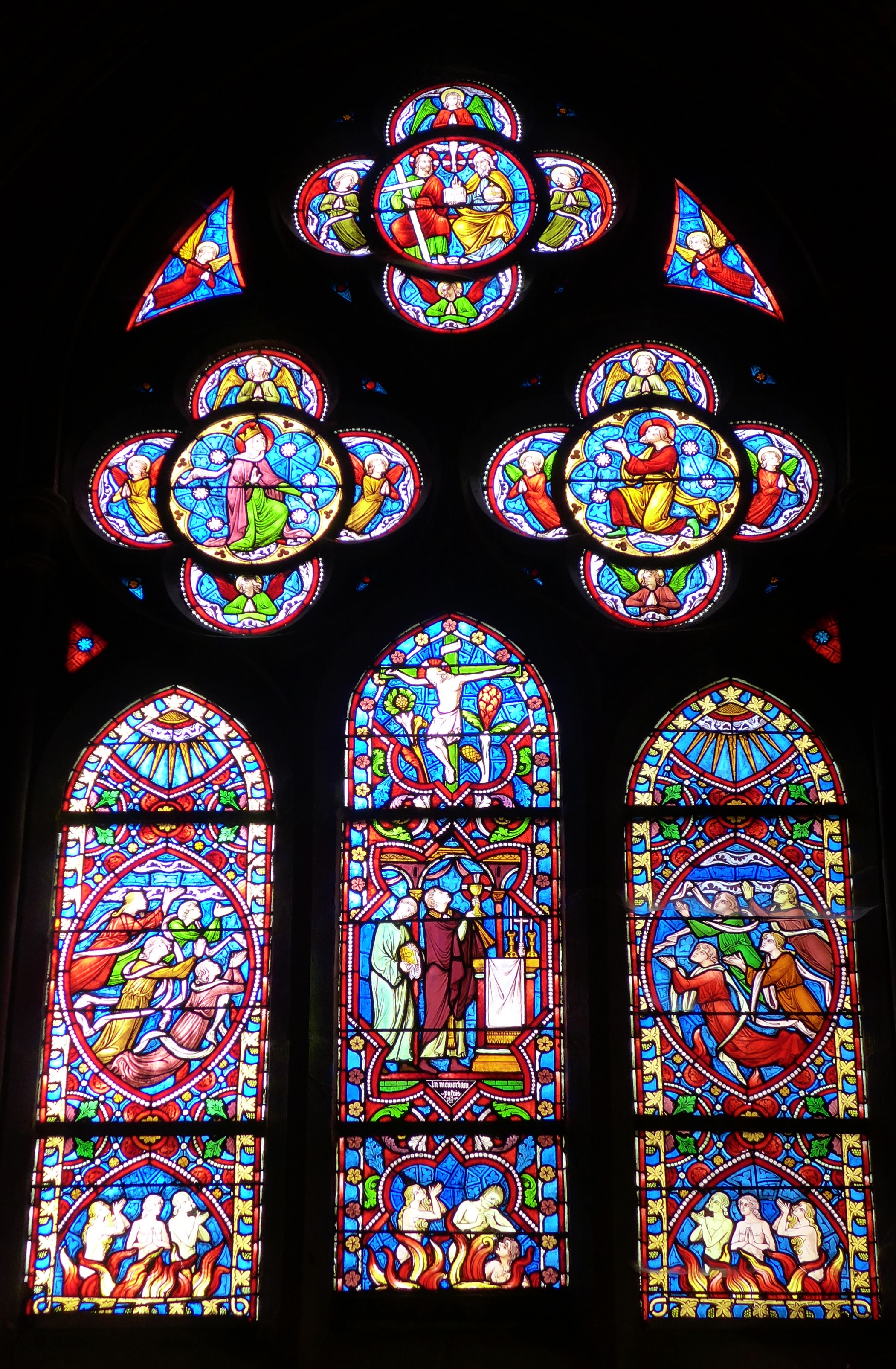
Die armen Seelen im Fegefeuer werden durch das fürbittende Gebet der heiligen Maria und des heiligen Johannes des Täufers sowie durch das Messopfer der Priester in den Himmel zur Heiligsten Dreifaltigkeit erhoben
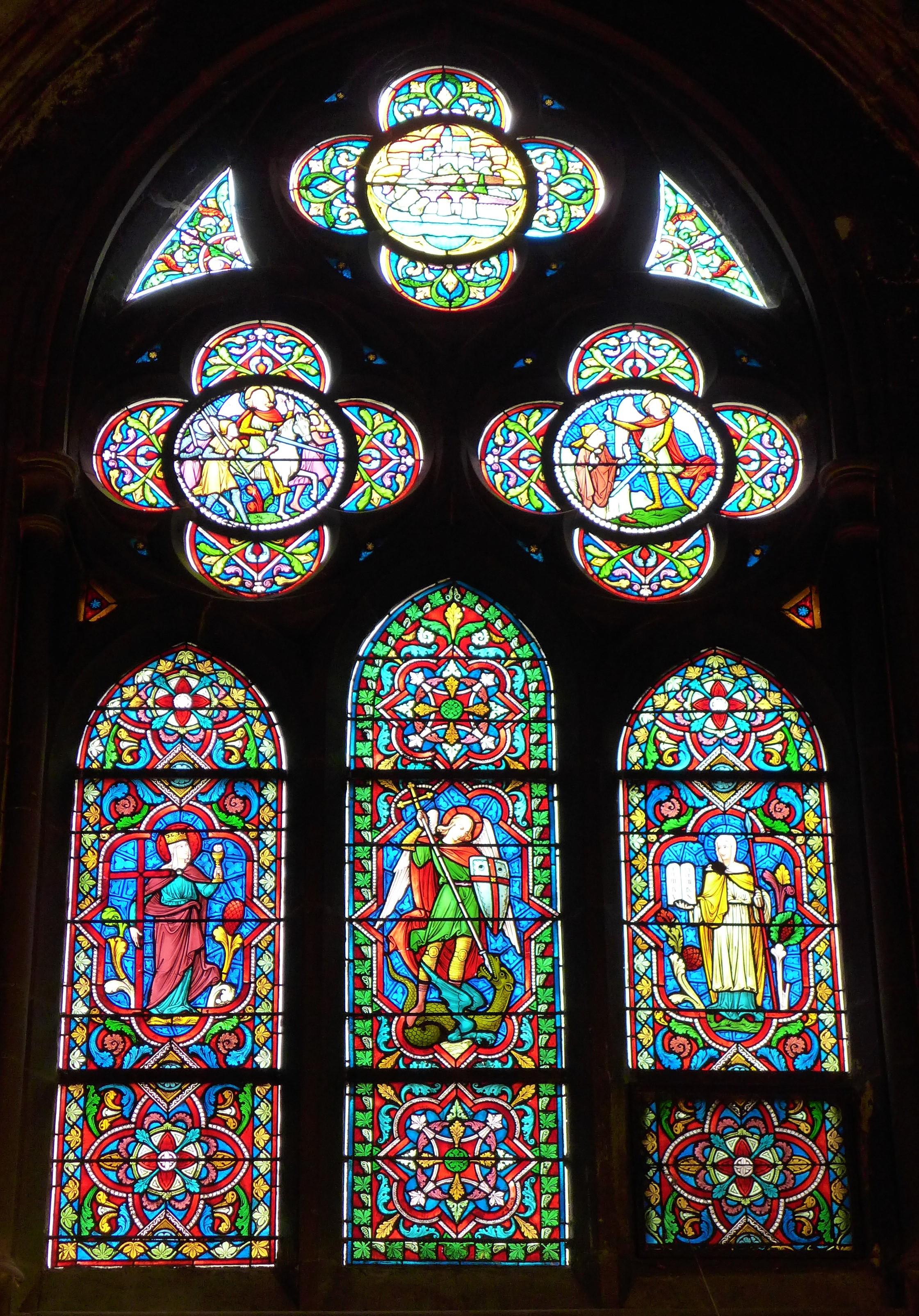
Der Erzengel Michael im Kampf mit dem Satansdrachen; Links die Ecclesia als Allegorie der siegreichen Kirche; Rechts die Synagoga als Personifikation des blinden Judentums; Im Maßwerk: Der Erzengel Michael als Helfer im Kampf
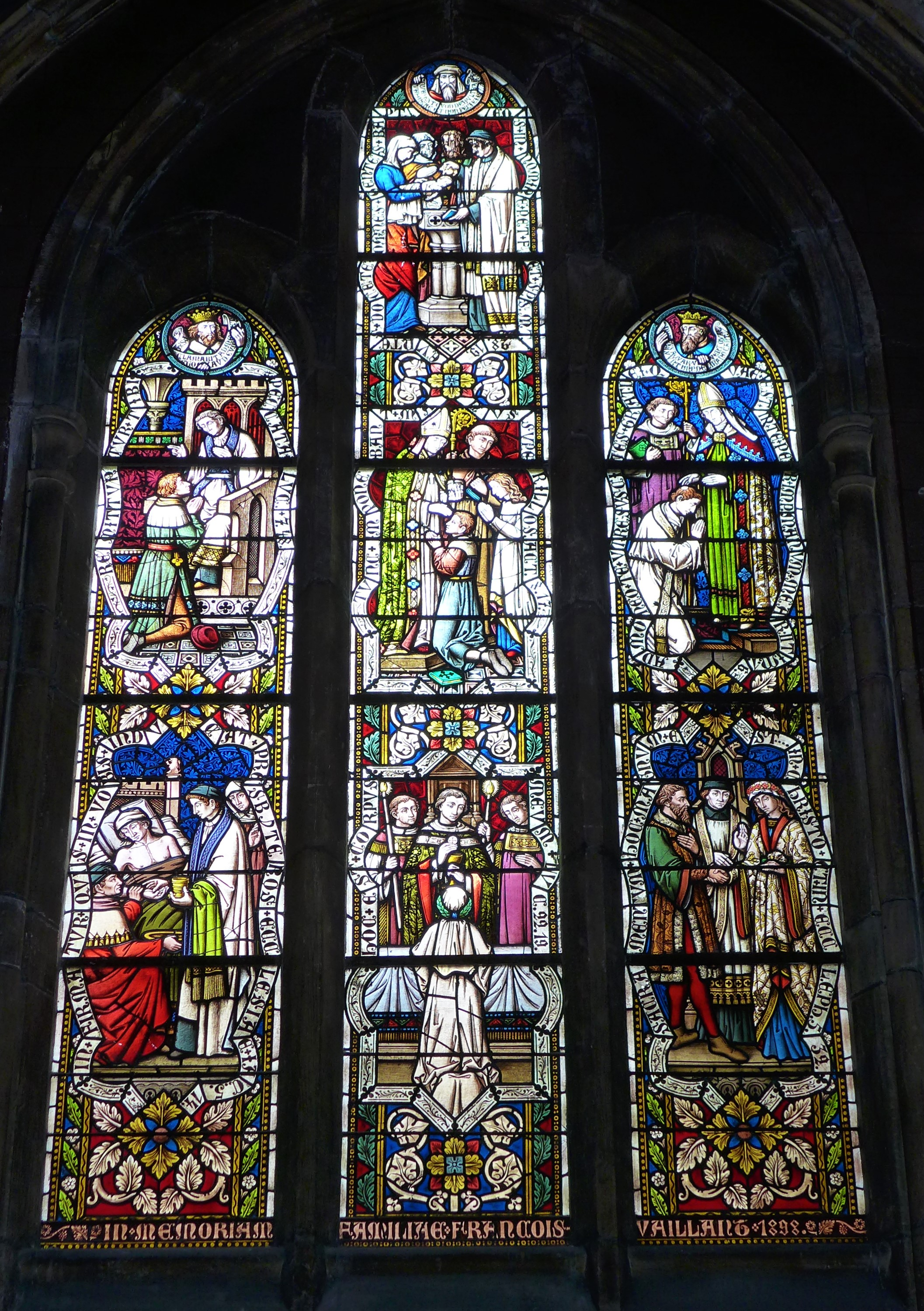
Die sieben Sakramente der katholischen Kirche: Taufe, Firmung, Eucharistie, Bußsakrament, Krankensalbung, Weihesakrament, Ehe
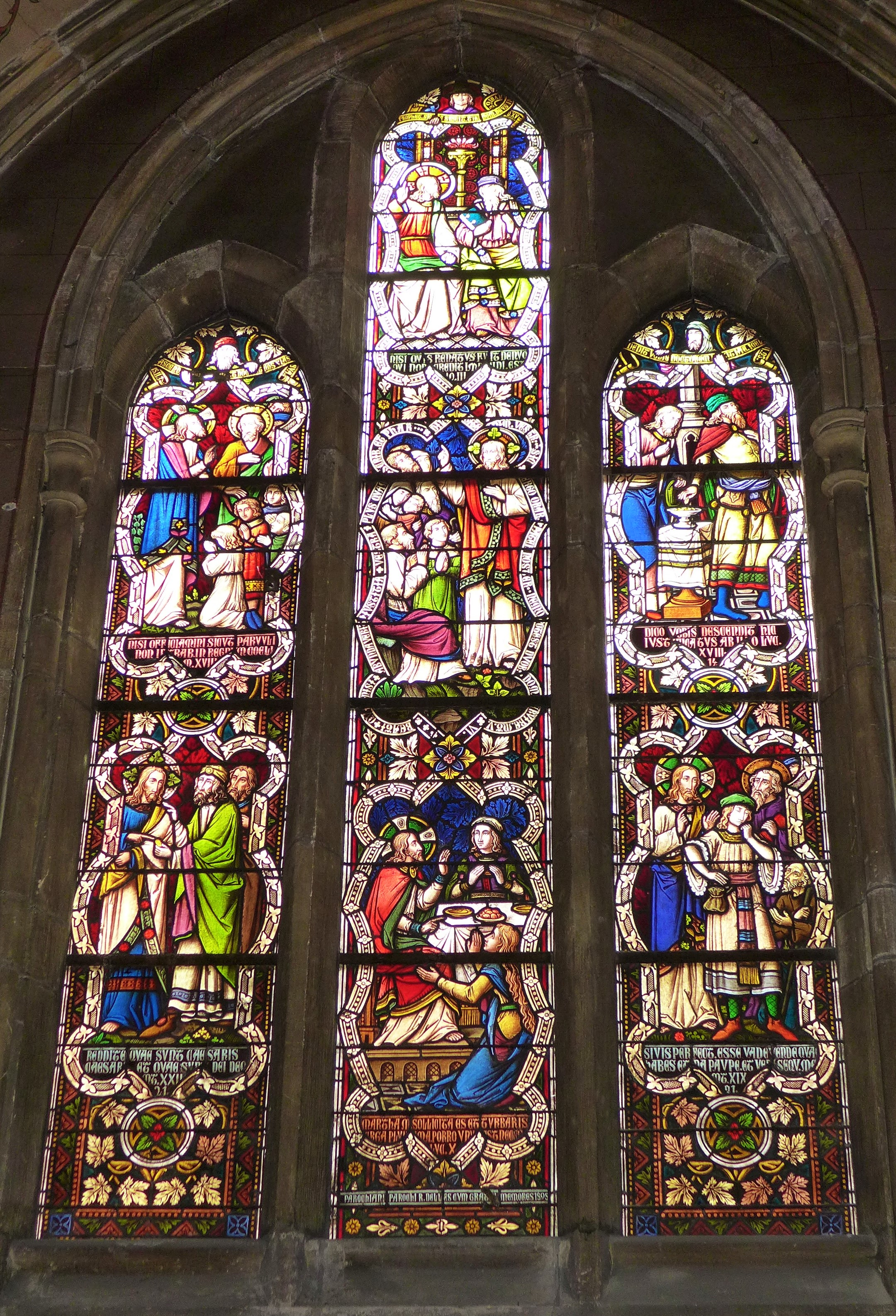
Jesus und die Kinder, Der Dialog vom Zinsgroschen, Jesus bei Maria und Marta, Die Bergpredigt, Jesus und Nikodemus, Jesus und der reiche Jüngling, Das Gleichnis vom Pharisäer und vom Zöllner
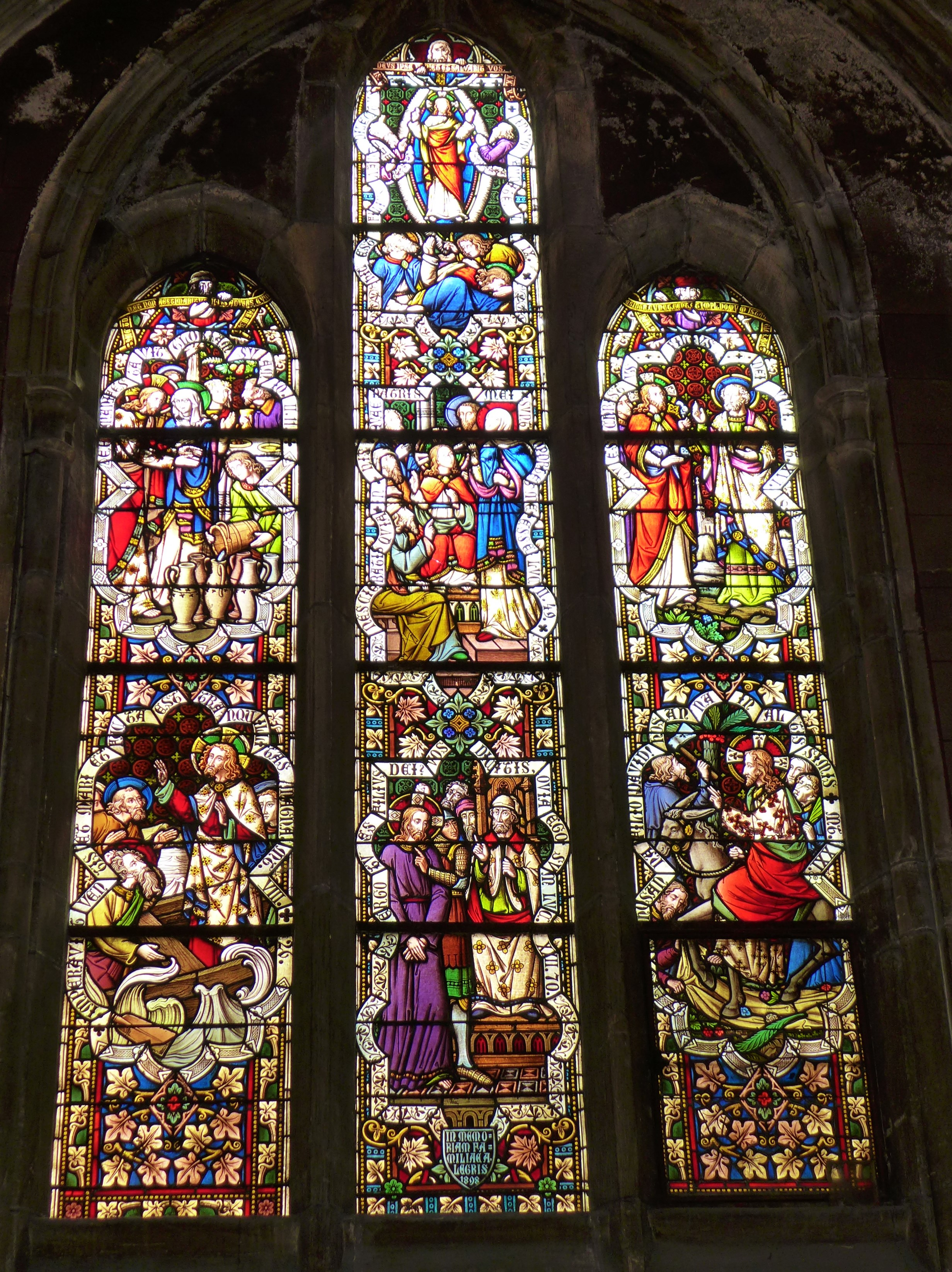
Das Weinwunder zu Kana, Die Sturmstillung, Jesus vor Pilatus, Der zwölfjährige Jesus im Tempel, Die Verklärung Jesu, Jesus übergibt Petrus die Schlüssel des Himmels, Jesu Einzug in Jerusalem

Das Metzer Glasmaleratelier Michel-Frédéric Thiria fertigte die ursprünglichen Obergadenfenster, das Atelier Oidtmann in Linnich die ursprünglichen Seitenschifffenster.
Die Fenster im nördlichen Seitenschiff wurden in der Nachkriegszeit nach dem Zweiten Weltkrieg von Arthur Schouler (1927–1984) neugestaltet. Durch die Nähe zu den die Kirche umgebenden Wohnhäuser sind die Fenster stark verschattet und können ihre intensive Farbenpracht nicht entfalten. Dargestellt sind Szenen aus dem Leben der heiligen Segolena (unten) und deren Entsprechungen im Leben Jesu Christi im Sinne der Nachfolge Jesu.
Im rechten Querhaus befinden sich neben einem mit der Jahreszahl 1437 datierten Relief, auf dem die heiligen Bischöfe Remigius von Reims und Leodegar von Autun dargestellt sind, vor allem zwei bemerkenswerte Skulpturen der Mitte des 15. Jahrhunderts, die die heiligen Ferreolus und Ferrutius darstellen. Eine farbig gefasste Holzskulptur der heiligen Segolena aus dem 16. Jahrhundert ist im rechten Nebenchor auf dem Altar zu sehen.
Die überreichen Wandmalereien aus der Zeit des Historismus sind größtenteils Werke des lothringischen Künstlers Engel. Die Runddienste der Seitenschiffe sind mit Darstellungen von Heiligen bemalt. Im rechten Seitenschiff sind das die heilige Katharina von Siena, der heilige Paul vom Kreuz, die heilige Felicitas und ihre Söhne, die heilige Helena sowie der heilige Leonhard von Limoges. Die Runddienste des linken Seitenschiffs zeigen den heiligen Johannes Nepomuk, den heiligen Philipp Neri, den heiligen Ignatius von Loyola, den heiligen Franz von Sales sowie den heiligen Jean-Marie Vianney. Die Pfeiler des Mittelschiffes zeigen die zwölf Apostel Simon Petrus, Andreas, Jakobus der Ältere, Johannes, Philippus, Bartholomäus, Thomas, Matthäus, Jakobus, der Sohn des Alphäus, Judas Thaddäus, Simon Kananäus sowie Matthias. 
Die Deckenmalereien der Seitenschiffe thematisieren Anrufungen Mariens aus der Lauretanischen Litanei. Die mittlere Emporenfront zeigt in Mosaiktechnik die Verkündigung der Geburt Jesu durch den Erzengel Gabriel an Maria. Die Emporenfront im rechten Seitenschiff ist mit der Darstellung des Tempelgangs Mariens versehen, im linken Seitenschiff zeigt sie die Krönung Mariens. 
Die Gewölbe der Emporen zeigen Darstellungen der alttestamentlichen Propheten, der Erzväter sowie der alttestamentlichen Könige. Über der Innenseite des Hauptportals ist Gottvater dargestellt. Links von ihm sieht man die Sündenfallszene im Paradies, rechts von ihm die Vertreibung Adams und Evas aus dem Garten Eden. Die Malereien des linken Querhauses zeigen die Einsetzung der Eucharistie beim letzten Abendmahl und deren alt- und neutestamentliche Präfigurationen. Die Triforiumszone des Mittelschiffes zeigt in großformatigen, querrechteckigen Bildern Illustrationen zum Glaubensbekenntnis. Die Gemälde der Kirche befinden sich alle in einem bedenklichen Erhaltungszustand. Die Darstellung der Vertreibung aus dem Paradies ist zu einem großen Teil zerstört. 
Im Querschiff sind an den Stirnwänden Mosaike auf Goldgrund angebracht. Sie stammen vom Pariser Atelier des italienischen Mosaizisten Giandomenico Facchina (1826–1903) und wurden im Jahr 1890 angebracht. Das linke Mosaik zeigt die Verehrung des heiligsten Herzes Jesu durch die Leidenden. Die deutsche Übersetzung der lateinischen Inschrift (Venite ad me omnes, qui laboratis et onerati estis et ego reficiam vos) lautet: „Kommt her zu mir, alle, die ihr mühselig und beladen seid; ich will euch erquicken.“ (Mt 11,28 ). Das rechte Mosaik zeigt das Jüngste Gericht. Die deutsche Übersetzung der lateinischen Inschrift (Sancte Michael archangele, defende nos in praelio, ut non pereamus in tremendo iudicio.) lautet: „Heiliger Erzengel Michael, verteidige uns im Kampf, damit wir nicht untergehen im schrecklichen Gericht.“
Das Bodenmosaik vor dem ehemaligen Hochaltar stellt zwei Hirsche in einem üppig wuchernden Blumengarten dar, die sich an dem Wasser eines Brunnens mit einer zentralen, fünfstrahligen Fontäne und mit sieben Ausgüssen laben. Die lateinische Inschrift (Quemadmodum desiderat cervus ad fontes aquarum ita desiderat anima mea ad te Deus) lautet in deutscher Übersetzung: „Wie der Hirsch lechzt nach frischem Wasser, so lechzt meine Seele, Gott, nach dir.“ (Ps 42,2 ).
Die Altäre, ebenso wie eine verkleinerte Kopie der Pietà von Michelangelo im rechten Seitenschiff in neofrühgotischer Rahmung, wurden aus Marmor gemeißelt. Die deutsche Übersetzung der lateinischen Stipesinschrift (O vos omnes qui transitis per viam videte si est dolor sicut dolor meus) des Pietà-Altars lautet „O ihr alle, die ihr des Weges vorübergeht, sehet, ob ein Schmerz sei gleich meinem Schmerze“ und stammt aus den Klageliedern Jeremias, in denen der Prophet die Zerstörung Jerusalems und des Tempels im Jahr 586 v. Chr. besingt (Klgl 1,12 ). Die vier flankierenden Engel der Marmornische der Pietà halten Banderolen mit Inschriften aus dem Stabat mater, einem mittelalterlichen Gedicht, das die Mutter Jesu in ihrem Schmerz um den gekreuzigten Jesus als zentralen Inhalt hat. Die vier Textpassagen lauten:
- O quam tristis et afflicta (Oh wie traurig und elend)
- Quis non posset contristari (Wer kann nicht traurig sein?)
- Fac me tecum pie flere (Lass mich fromm mit Dir weinen.)
- Per te, virgo, sim defensus (Durch Dich, Jungfrau, möge ich geschützt sein.)

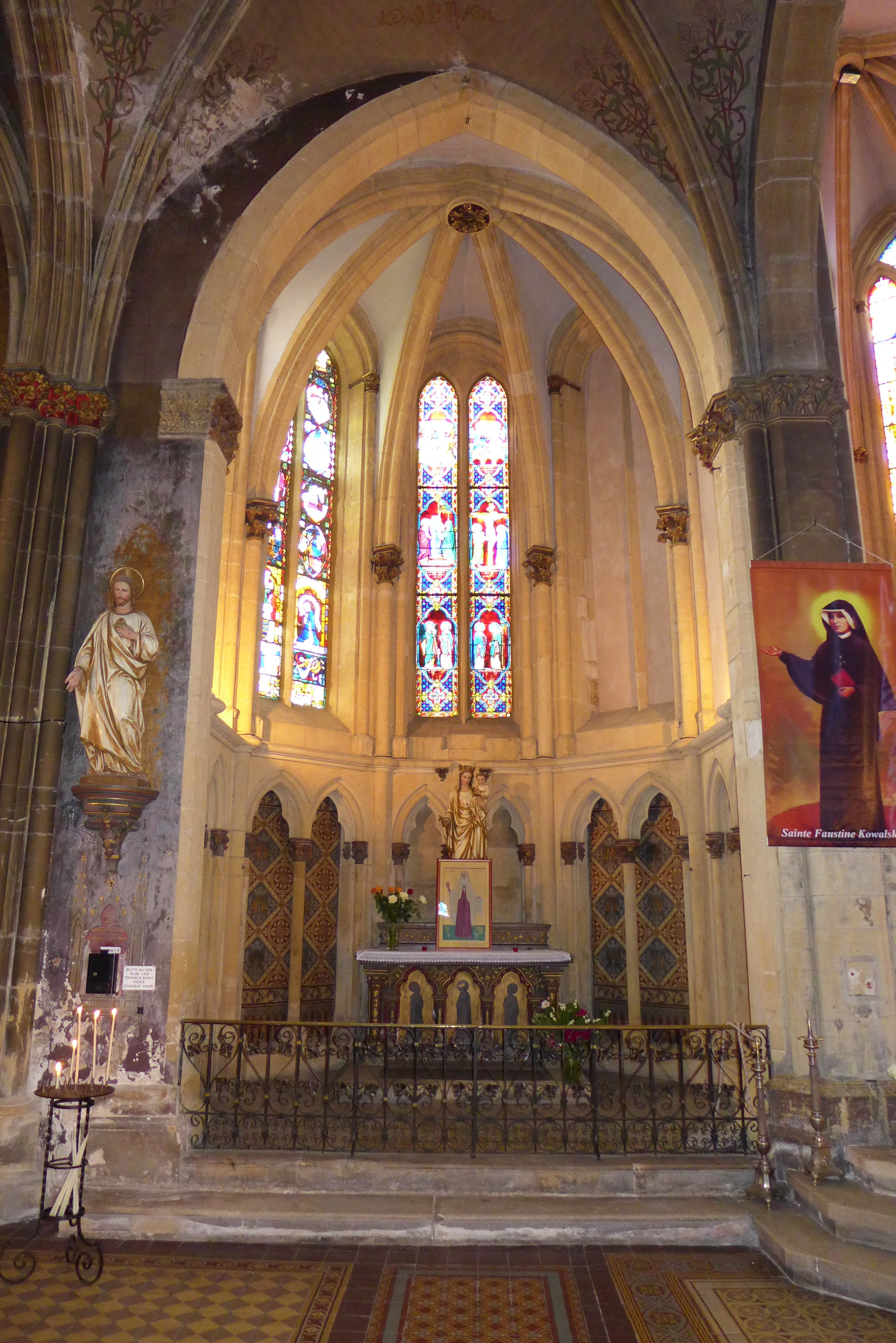
Linke Seitenkapelle
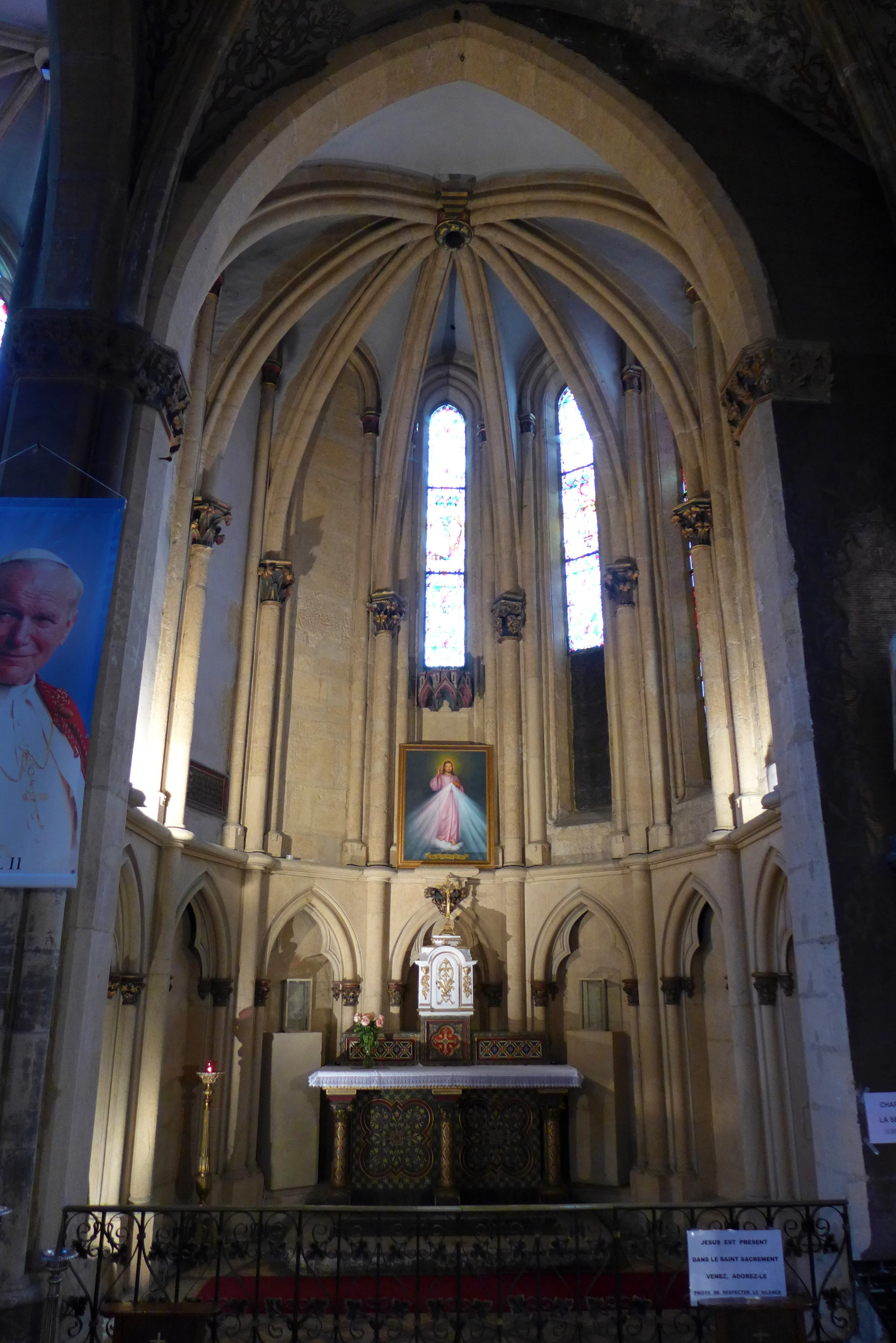
Rechte Seitenkapelle
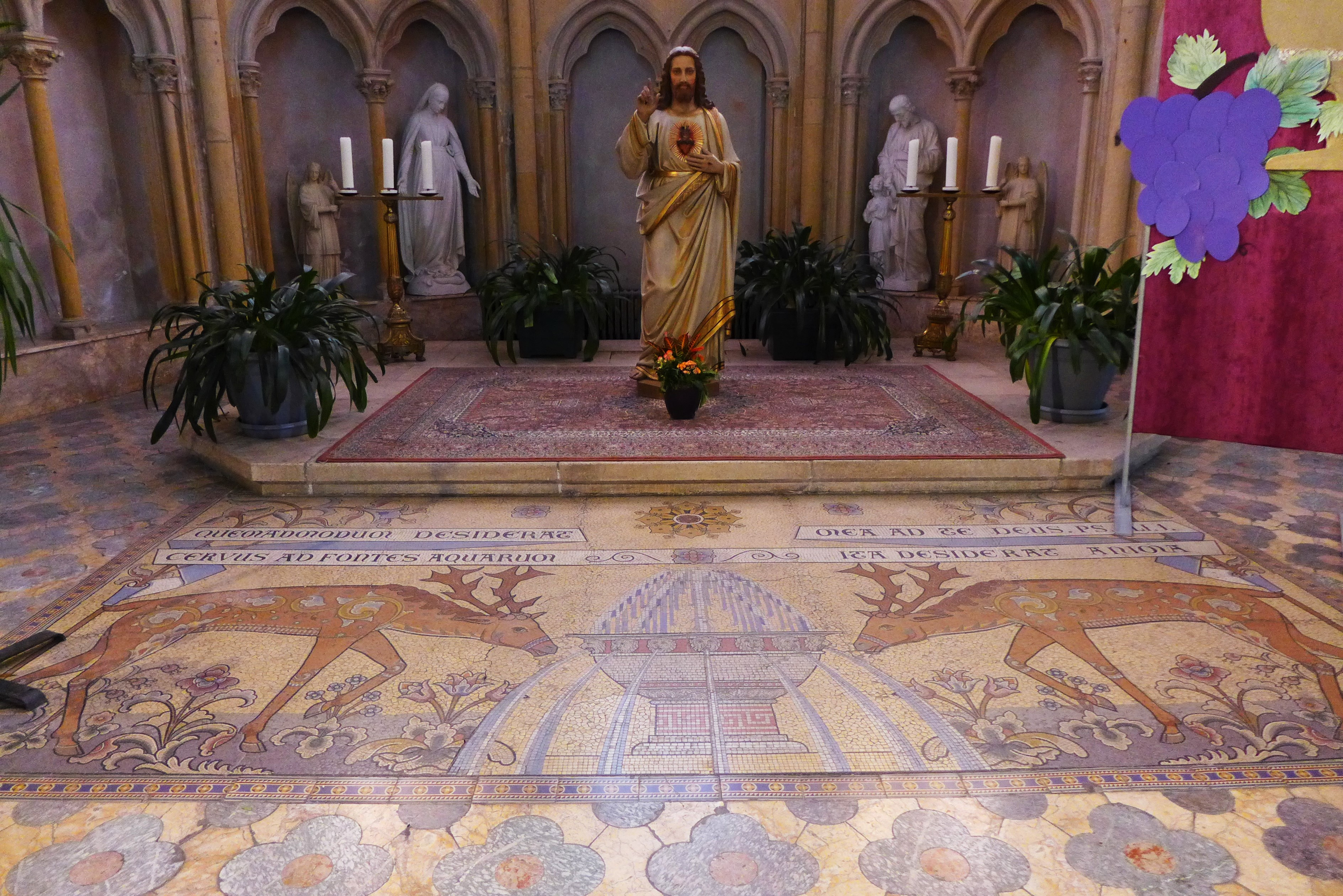
Fußbodenmosaik der Apsis
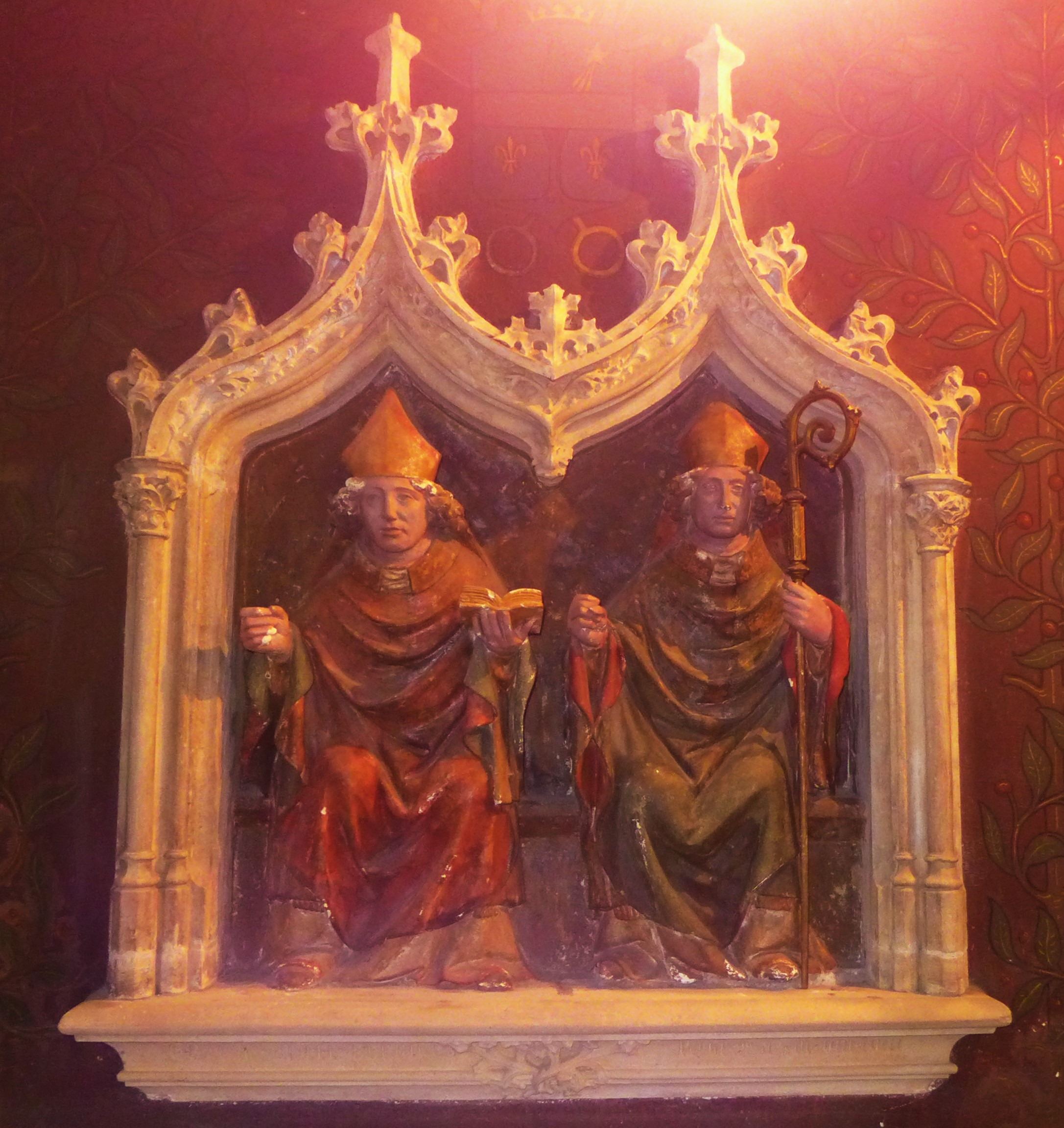
Relief der heiligen Remigius und Leodegar im rechten Querhaus
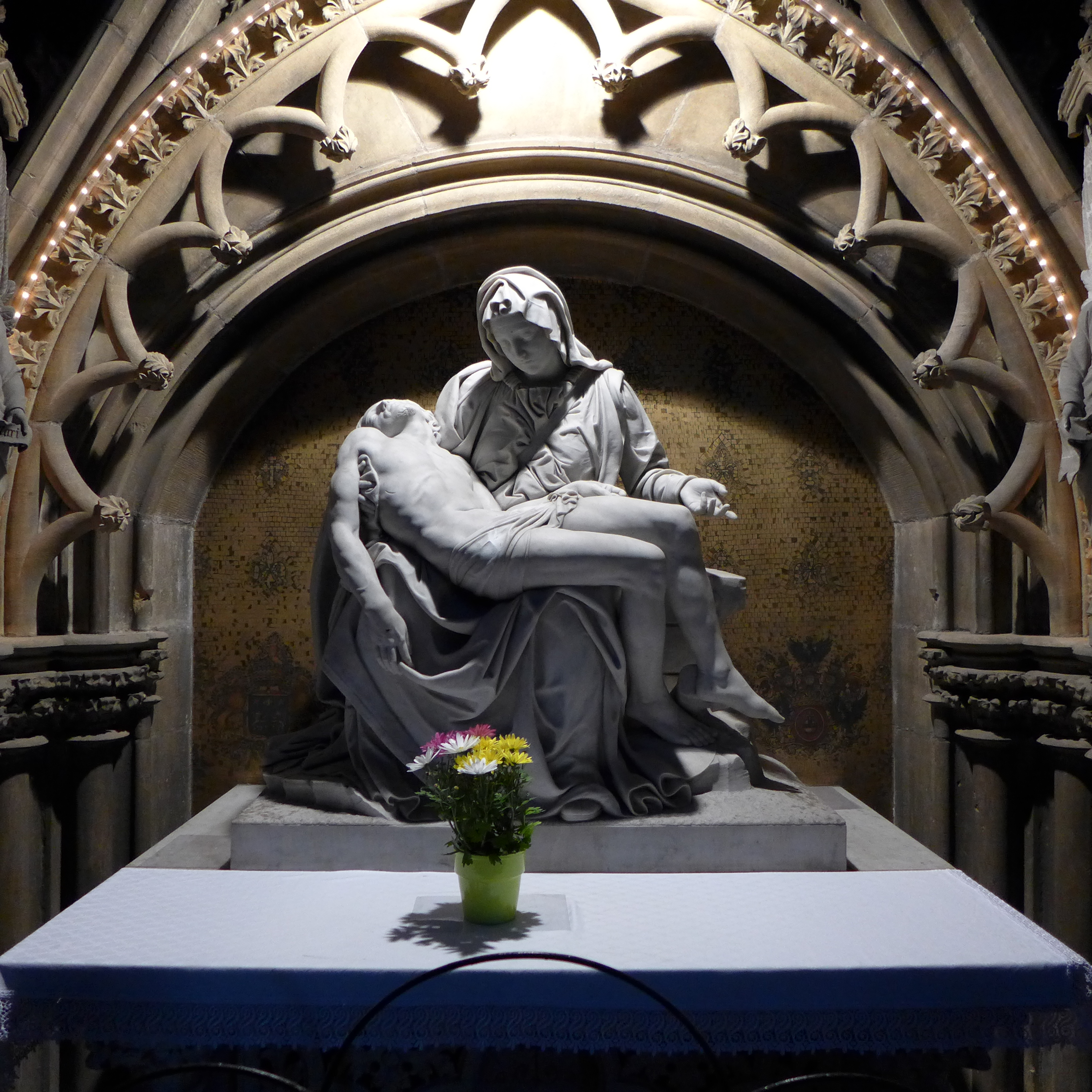
Kopie der Pietà Michelangelos im rechten Seitenschiff

## Orgel

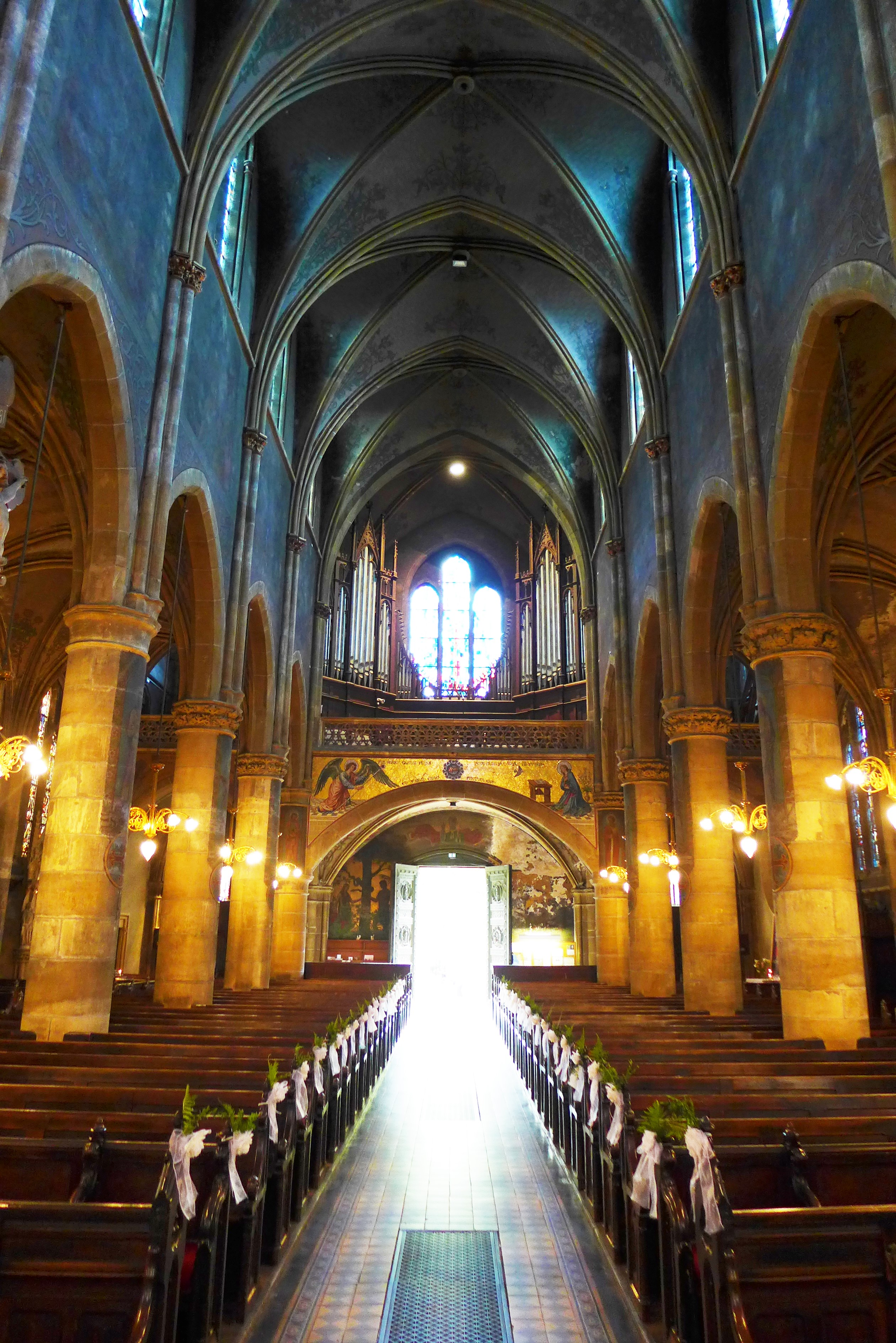
Inneres mit Blick zur Orgelempore, die lateinische Inschrift des Mosaiks der Orgelempore (Ave Maria gratia plena. Fiat mihi sec. verbum tuum. Et verbum caro factum est.) lautet in deutscher Übersetzung: „Gegrüßet seist Du, Maria, voll der Gnade. Mir geschehe nach Deinem Wort. Und das Wort ist Fleisch geworden.“

Die Orgel wurde von der Firma Dalstein-Haerpfer aus Bolchen im Jahr 1890 gefertigt und 1898 erweitert. Aus der gleichen Zeit stammt auch die gesamte restliche Kirchenausstattung. Eine Restaurierung folgte im Jahr 1985 durch François Delangue und 2001 eine Revision durch Laurent Plet. Das Instrument verfügt über mechanische Kegelladen, die Registertraktur ist pneumatisch. Die Disposition ist folgendermaßen gestaltet:
| I Grand orgue C–g3 |       |
| Bourdon            | 16    |
| Montre             | 8′    |
| Bourdon            | 8′    |
| Flûte              | 8′    |
| Dolce              | 8′    |
| Viole de gambe     | 8′    |
| Praestant          | 4′    |
| Rohrflûte          | 4′    |
| Doublette          | 2′    |
| Plein jeu IV       | 2 ⁄3′ |
| Cornet V D         | 8′    |
| Basson             | 16′   |
| Trompette          | 8′    |
| Clairon            | 4′    |
| Tremolo            |       |

| II Récit expressif C–g3 |       |
| Salicional              | 16′   |
| Principal               | 8′    |
| Flûte bouchée           | 8′    |
| Salicional              | 8′    |
| Voix céleste            | 8′    |
| Flûte octaviante        | 4′    |
| Nazard                  | 2 ⁄3′ |
| Trompette harmonique    | 8′    |
| Voix humaine            | 8′    |
| Basson et Hautbois      | 8′    |
| Tremolo                 |       |

| Pédale C–d1   |     |
| Principalbass | 16′ |
| Contrebasse   | 16′ |
| Soubasse      | 16′ |
| Violoncelle   | 8′  |
| Octavbass     | 8′  |
| Flûte         | 4′  |
| Bombarde      | 16′ |

- Koppeln: II/I, I/P, II/P
- Spielhilfen: 3 feste Kombinationen